# Snake (fiume)
Il fiume Snake (in inglese Snake River) è un importante corso d'acqua localizzato nel Nord-ovest Pacifico degli Stati Uniti. Lungo 1.735 km, costituisce il maggiore affluente del Columbia, a sua volta il più grande fiume nordamericano a sfociare nell'Oceano Pacifico. Il fiume Snake nasce nel Wyoming occidentale e procede poi nella piana omonima dell'Idaho meridionale, oltre che nel ripido canyon Hells sul confine tra Oregon e Idaho e nelle ondulate colline di Palouse, nel Washington. Le sue acque fluiscono infine nel fiume Columbia all'altezza delle cosiddetto triangolo delle "Tri-Cities".
Il bacino idrografico dello Snake comprende porzioni di sei stati (ovvero Idaho, Washington, Oregon, Utah, Nevada e Wyoming) ed è noto per la sua complicata storia geologica. La pianura del fiume Snake è stata creata da un punto caldo vulcanico che ora si trova sotto le sorgenti nel parco nazionale di Yellowstone. Giganteschi episodi di inondazione del ritiro glaciale che si sono verificati durante l'ultima era glaciale hanno scavato canyon, pendii e cascate lungo il corso del fiume Snake medio e inferiore. Due di queste catastrofiche inondazioni, quelle del Missoula e di Bonneville, hanno interessato in modo significativo il fiume e i suoi dintorni.
I nativi americani si stanziarono lungo il Snake già più di 11.000 anni fa. I salmoni provenienti dall'Oceano Pacifico erano una preziosa fonte di cibo per le tribù che vivevano sullo Snake a valle delle cascate di Shoshone. Quando Lewis e Clark esplorarono l'area, i Nasi Forati e gli Scioscioni erano i gruppi dominanti nella regione: in seguito, esploratori e cacciatori di pelli frequentarono con maggiore costanza la regione e utilizzarono le risorse del bacino del fiume Snake per lungo tempo. In un certo momento storico nel corso dell'Ottocento, il simbolo usato dagli Scioscioni per indicare la risalita delle acque da parte dei salmoni (una sorta di "S") venne interpretato erroneamente come il richiamo di un serpente, termine che conferisce il nome al corso d'acqua.
Verso la metà del XIX secolo, la pista dell'Oregon risultava un cammino ben conosciuto e finì per attrarre numerosi coloni nella regione del fiume Snake. I battelli a vapore e le ferrovie consentirono il transito di prodotti agricoli e minerali lungo il fiume per tutto il XIX e l'inizio del XX secolo. A partire dal 1890, sul fiume Snake sono state costruite quindici grandi dighe per generare energia idroelettrica, migliorare la navigazione e fornire acqua per l'irrigazione. Tuttavia, queste dighe hanno bloccato la migrazione dei salmoni al di sopra del canyon Hells, hanno generato problemi ambientali e creato carenze in merito alla qualità dell'acqua. Di recente è stata proposta la rimozione di diverse dighe sul fiume Snake inferiore, al fine di ripristinare alcuni dei percorsi compiuti un tempo dai salmoni.

## Geografia fisica

### Percorso

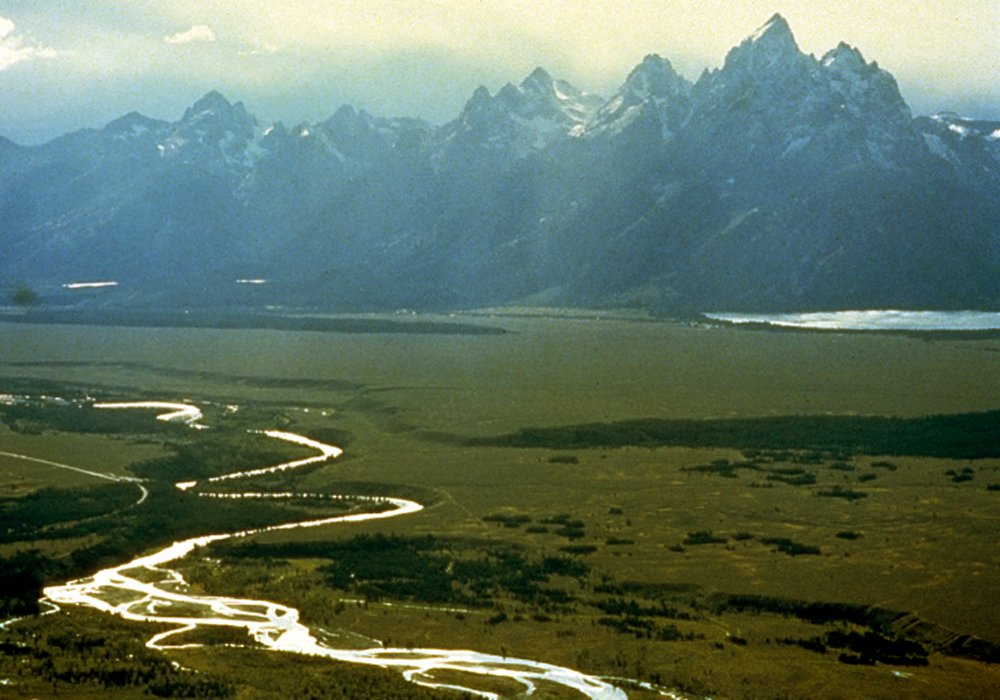
Il fiume Snake esce dal lago Jackson e si snoda verso sud attraverso Jackson Hole

Originato dalla confluenza di tre minuscoli ruscelli sul fianco sud-ovest dell'altopiano di Two Oceans nel parco nazionale di Yellowstone, nel Wyoming occidentale, lo Snake comincia il suo cammino e verso sud, nel lago Jackson. I suoi primi 80 km attraversano il Jackson Hole, un'ampia valle tra la catena di Teton e quella di Gros Ventre. Sotto la città turistica di Jackson, il fiume vira a ovest e scorre attraverso un canyon che poi taglia un gruppo montuoso al confine con l'Idaho. È in quel momento che riceve come affluenti l'Hoback e il Greys prima di entrare nella riserva di Palisades, dove il fiume Salt si unisce al culmine della valle di Star. Oltre la diga di Palisades, il fiume Snake scorre attraverso la piana omonima, una vasta provincia fisiografica arida che si estende nell'Idaho meridionale a sud-ovest delle Montagne Rocciose e sostenuta dalla Snake River Aquifer, una delle falde acquifere più produttive degli Stati Uniti.
A sud-ovest di Rexburg, lo Snake si unisce da nord con l'Henrys Fork, dopodiché gira a sud attraversando il centro di Idaho Falls, poi la riserva indiana di Fort Hall e la riserva di American Falls: è dopo quel punto che si trova la confluenza con il fiume Portneuf. La valle del fiume Portneuf è un canale di straripamento che nell'ultima era glaciale portò le acque alluvionali dal lago pluviale di Bonneville nel fiume Snake, alterando significativamente il paesaggio della pianura del fiume Snake attraverso una massiccia erosione. Da lì il corso riprende il suo viaggio verso ovest, entrando in un canyon dell'Idaho. È interrotto da diverse cascate, la maggiore delle quali, quella di Shoshone, è alta 65 m. Storicamente, tale località corrispondeva al punto massimo di allontanamento dall'oceano raggiunto dai salmoni durante il loro periodo migratorio. Poco più a valle, avviene il caratteristico passaggio sotto il ponte Perrine, lungo 457 m. Vicino a Twin Falls, lo Snake si avvicina al punto più meridionale del suo intero corso, dopodiché inizia a procedere verso ovest-nordovest.

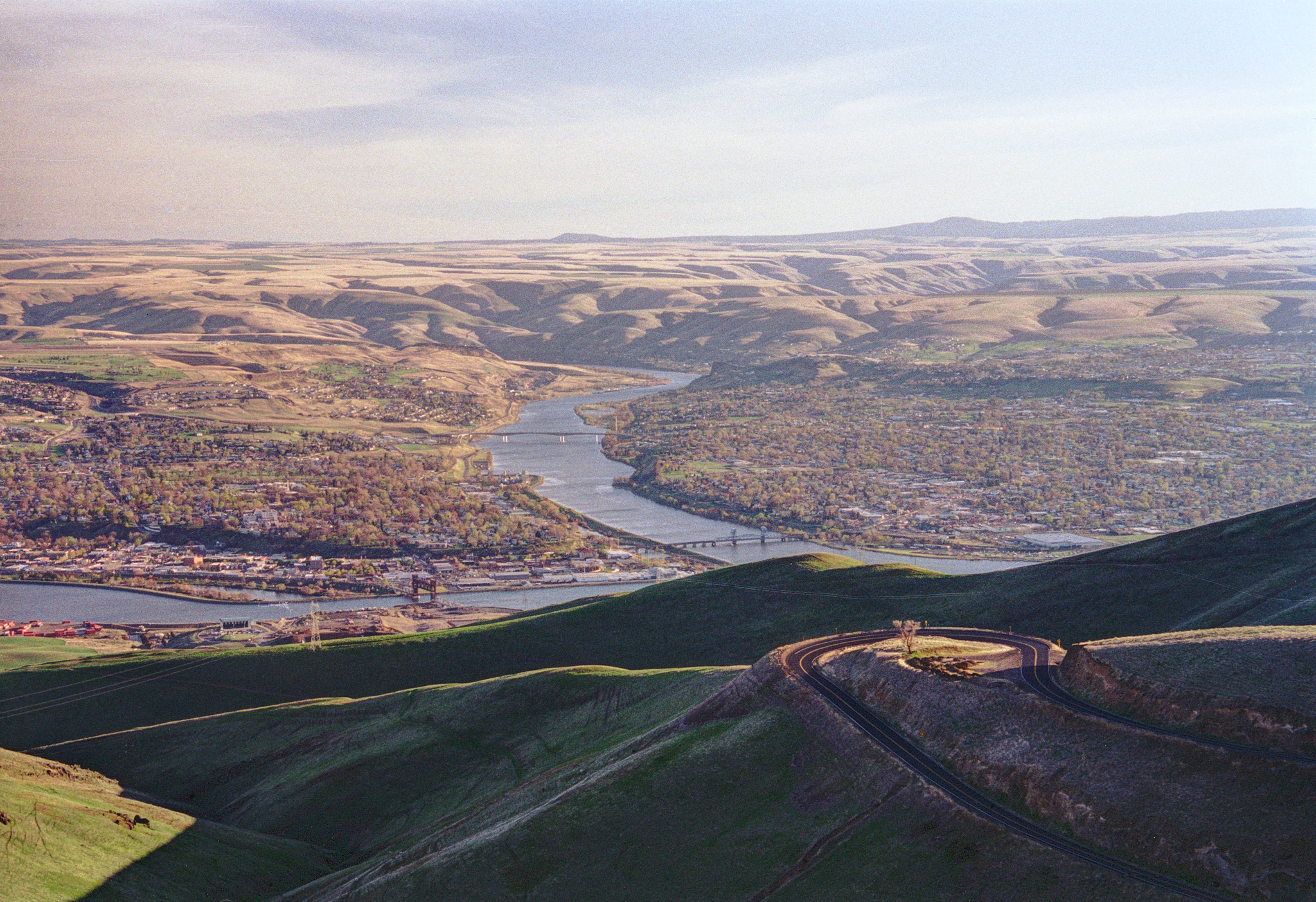
Il Clearwater (a sinistra) si unisce allo Snake (centro) all'altezza di Lewiston

Si prosegue poi attraverso il canyon in cui riceve il Malad da est, vicino a Bliss, e in seguito il Bruneau da sud, nella riserva di C.J. Strike. Passa attraverso una valle agricola a circa 48 km a sud-ovest di Boise e scorre brevemente a ovest nell'Oregon, prima di virare a nord definendo il confine tra Idaho e Oregon. In quella fase il fiume Snake raddoppia in termini di dimensioni poiché riceve diversi affluenti principali: l'Owyhee da sud-ovest, poi il Boise e il Payette da est e, più a valle, il Malheur da ovest e il Weiser da est. A nord di Boise, lo Snake entra nel canyon Hells, una gola ripida, spettacolare e disseminata di rapide che attraversa i Monti del fiume Salmon e le Blue Mountains dell'Idaho e Oregon. Il canyon Hells è uno dei punti più impervi e insidiosi del corso, rappresentando un grosso ostacolo per gli esploratori americani del XIX secolo. Le dighe di Oxbow e di Brownlee, entrambe comprese nel progetto idroelettrico del canyon Hells, hanno sede proprio una tale punto.
A metà strada nell'Hells, in una delle sezioni più remote e inaccessibili del suo corso, lo Snake si unisce da est dal suo più grande affluente, il Salmon. Da lì, lo Snake comincia a formare il confine tra lo stato di Washington e l'Idaho, ricevendo il Grande Ronde da ovest prima del Clearwater da est a Lewiston, luogo a cui arrivano i trasporti commerciali che avvengono lungo il fiume. Una volta lasciato il canyon Hells, si gira a ovest, snodandosi attraverso le colline di Palouse nel Washington orientale. Le quattro dighe del progetto dello Snake inferiore e le chiuse hanno trasformato questa parte del fiume in una serie di bacini idrici: la confluenza con il Columbia a Burbank ha generato il lago Wallula, frutto del bacino artificiale della diga McNary. Il fiume Columbia scorre per circa 523 km più a ovest verso l'Oceano Pacifico, vicino ad Astoria.

### Bacino

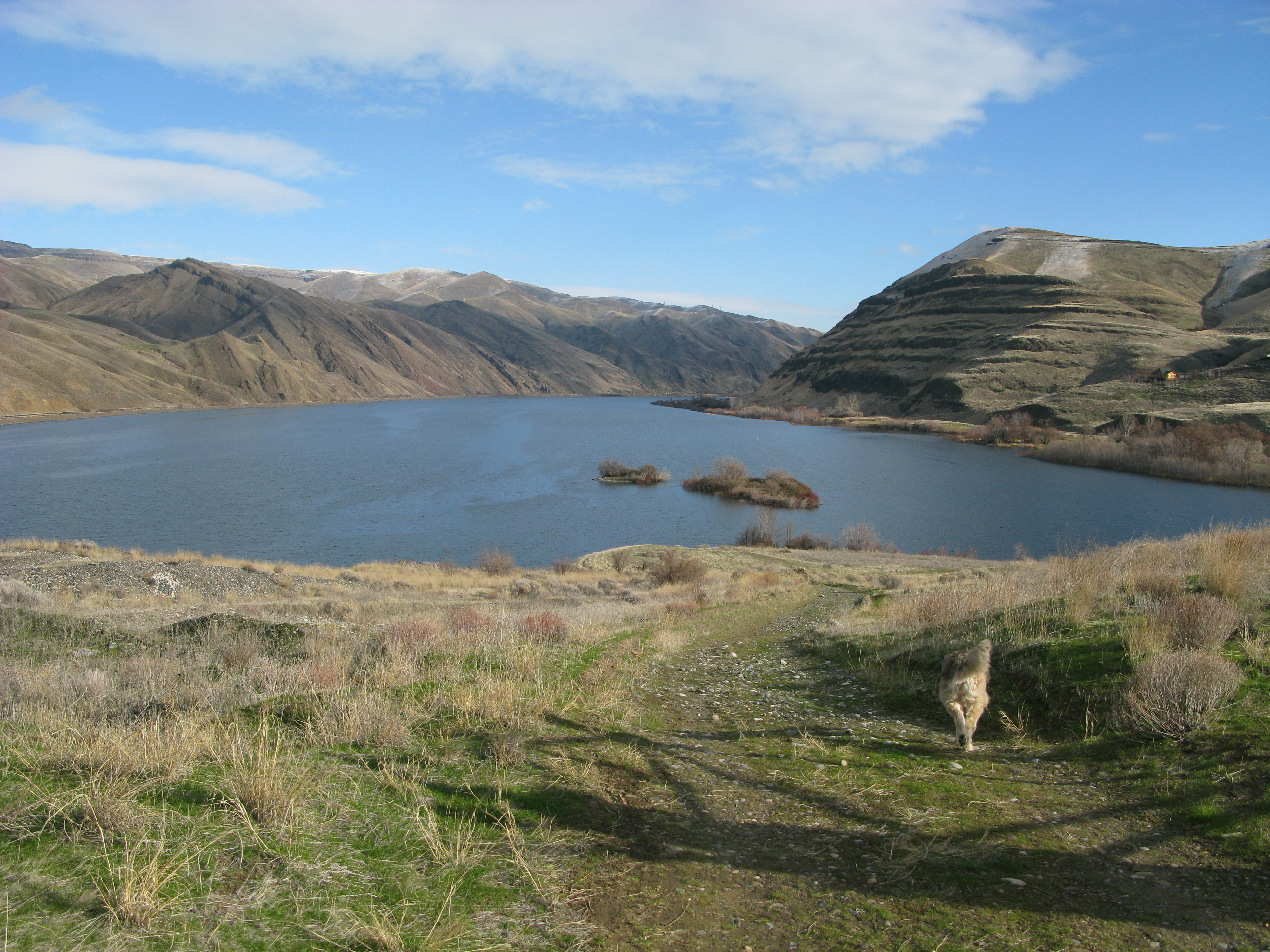
Il fiume Snake scorre attraverso una gola arida che si avvicina alla sua foce a Washington

Lo Snake è il tredicesimo fiume più lungo degli USA. Il suo bacino è il decimo più grande tra i fiumi nordamericani e copre quasi 280.000 km² in vari punti di sei stati degli Stati Uniti: Wyoming, Idaho, Nevada, Utah, Oregon e Washington, con la fetta più grande rientrante in Idaho. Il grosso del bacino del fiume Snake si trova tra le Montagne Rocciose a est e l'altopiano del Columbia a nord-ovest. Il più grande affluente di quest'ultimo, il bacino del fiume Snake, costituisce circa il 41% del flusso totale del fiume Columbia. La sua portata media alla foce costituisce il 31% del flusso del Columbia in quel punto. Sopra la confluenza, lo Snake è leggermente più lungo del Columbia (1.735 km rispetto ai 1.493 km) Anche il bacino idrografico è leggermente più grande (4% rispetto al Columbia).
Il clima perlopiù steppico e a tratti anche desertico del bacino riceve in media meno di 300 mm di precipitazioni annue. Tuttavia, il dato varia sensibilmente a seconda del punto in cui si registrano le piogge: a Twin Falls, nel centro della piana del fiume Snake, il clima è quasi desertico, con precipitazioni annue di appena 235 mm ma tassi di nevicata media di 330 mm. Questo clima desertico occupa la maggior parte del bacino del fiume Snake, quindi sebbene sia più lungo del fiume Columbia sopra le Tri-Cities, la sua portata media è significativamente inferiore. Tuttavia, nelle alte Montagne Rocciose del Wyoming, nell'area superiore di Jackson Hole, le precipitazioni medie sono superiori a 760 mm e le precipitazioni nevose raggiungono in media 6.400 mm. La maggior parte del bacino del fiume Snake è costituito da ampie e aride pianure e dolci colline, delimitate da alte montagne. Nelle parti superiori del bacino, invece, il fiume scorre in un'area con un caratteristico clima alpino. Esistono anche tratti in cui il fiume e i suoi affluenti si sviluppano in strette gole. Il bacino del fiume Snake comprende parti del parco nazionale di Yellowstone, quello del Grand Teton, l'area ricreativa del canyon Hells e molte altre zone protette a livello statale o amministrativamente minore.

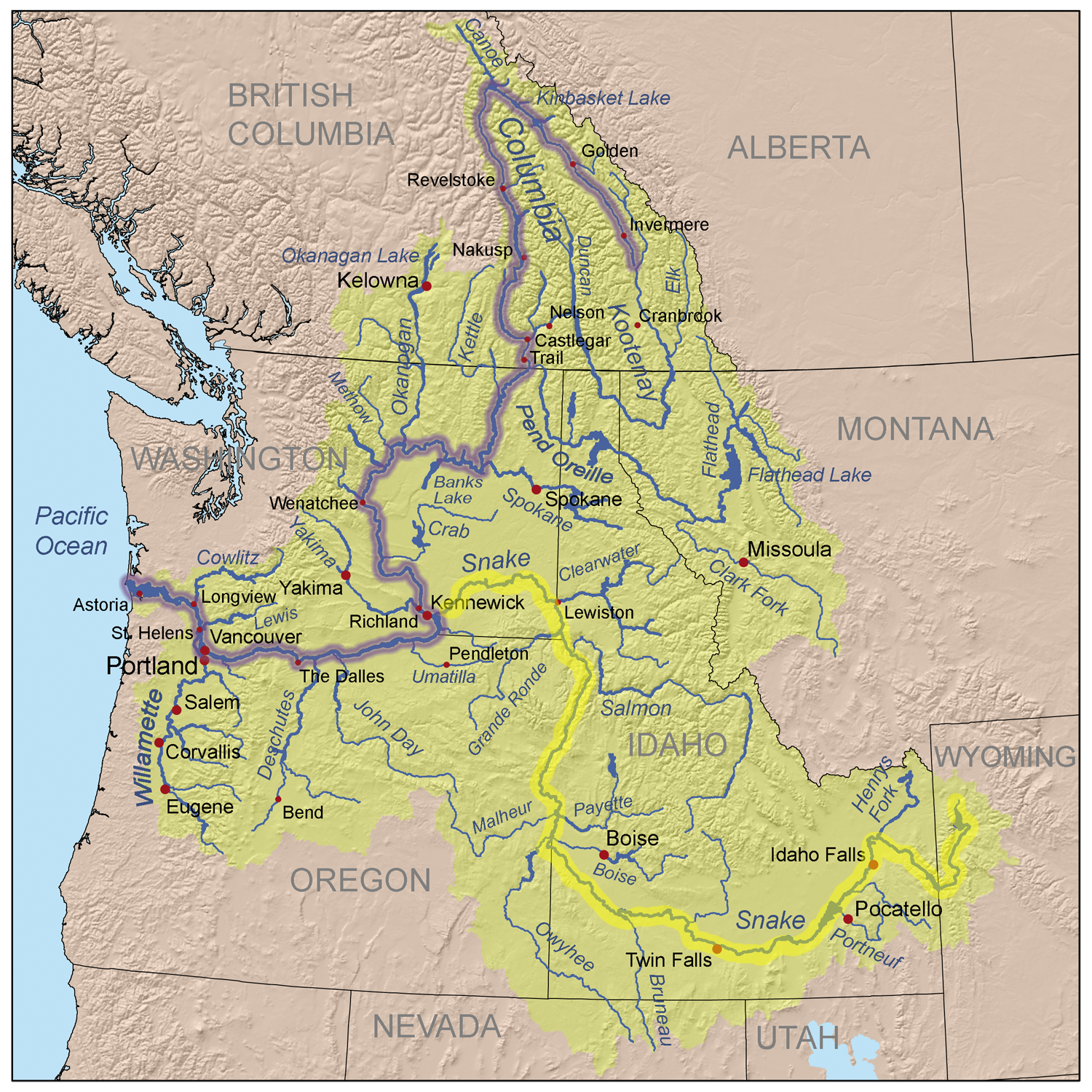
Mappa del bacino del Columbia (in blu) con il fiume Snake evidenziato in giallo

Gran parte dell'area lungo il fiume, entro pochi chilometri dalle sue sponde, si presenta come terreno agricolo irrigato, in particolare nella parte media e inferiore del corso. Le dighe di irrigazione includono quella delle cascate American Falls, di Minidoka e di C.J. Strike. Oltre all'acqua del fiume, anche le falde contribuiscono a rendere possibile l'irrigazione. Le principali città lungo il fiume includono Jackson nel Wyoming, Twin Falls, Idaho Falls, Boise e Lewiston nell'Idaho e le Tri-Cities a Washington (Kennewick, Pasco e Richland). Esistono quindici barriere in totale lungo lo Snake che, oltre alla funzione di cui sopra, sopperiscono anche alla domanda di elettricità, mantenendo un canale di navigazione lungo parte del percorso rluviale ed effettuando un controllo costante sulle inondazioni. Tuttavia, il passaggio ittico resta limitato al tratto sotto il canyon Hells.
Il bacino del fiume Snake è delimitato da molti altri importanti bacini idrografici nordamericani, che drenano sia nell'Atlantico o nel Pacifico sia nei bacini endoreici. Sul lato sud-ovest, un bacino separa lo Snake dall'Harney dell'Oregon, anch'esso endoreico. A sud, lo Snake confina con quello dell'Humboldt in Nevada e quello del Gran Lago Salato (il Bear, il Jordan e il Weber) a sud.
Il fiume Snake condivide anche un confine con il Green a sud-est, il quale giunge nel Wyoming e nello Utah ed appare il maggiore affluente del Colorado. All'estremità occidentale, per un breve tratto, il Continental Divide separa lo spartiacque dello Snake dal Bighorn, un affluente dello Yellowstone, vicino al quale il Snake comincia. A nord lo spartiacque del fiume Snake è delimitato dal Red Rock, un affluente del Beaverhead che sfocia nel Jefferson e nel Missouri, compreso nel bacino idrografico del Golfo del Messico.
Il resto del bacino del fiume Snake confina con molti altri importanti affluenti del fiume Columbia, principalmente lo Spokane a nord, ma anche Clark Fork nel Montana a nord-est e il John Day ad ovest. Di questi, il Clark Fork (attraverso il Pend d'Oreille) e lo Spokane si uniscono al Columbia sopra lo Snake, mentre il John Day si unisce a valle dello Snake, nella gola del Columbia. Bisogna notare che la sezione nord-orientale del bacino del fiume Snake forma il confine tra Idaho e Montana, ragion per cui lo spartiacque del fiume Snake non si estende nel Montana.
Le catene montuose nei dintorni del corso d'acqua includono la catena Teton, i monti Bitterroot, i monti Clearwater, I Seven Devils e l'estremità nordoccidentale della cordigliera di Wind River. Il Grand Teton, ovvero il punto più elevato nel bacino del fiume Snake (4.199 m s.l.m). L'elevazione del fiume Snake sul livello del mare è di 109 m quando si unisce al fiume Columbia.

### Geologia

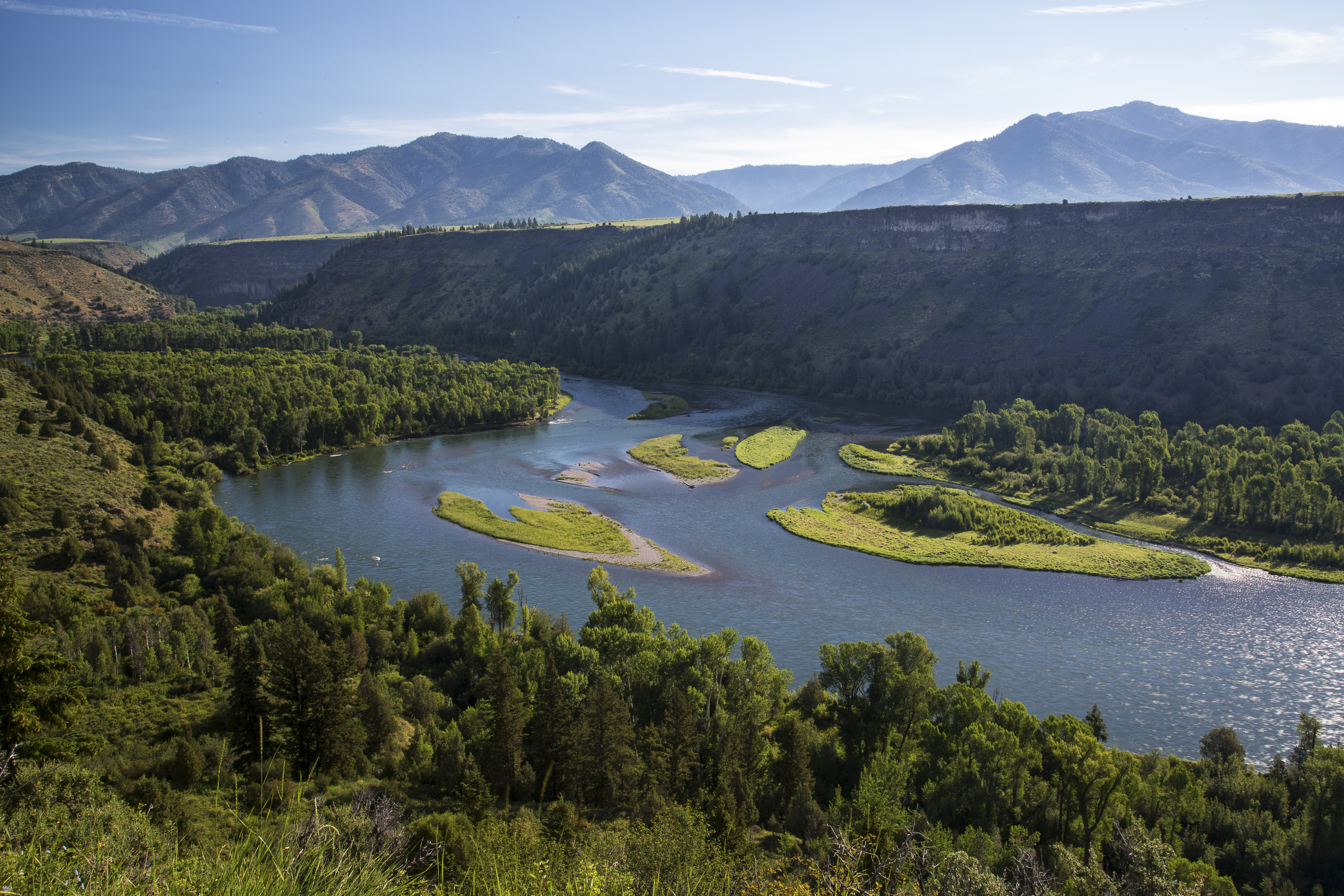
South Fork del fiume Snake in Idaho

La maggior parte del Nord America occidentale era sommersa da mari poco profondi tra gli 800 e i 200 milioni di anni fa circa. Durante tale fase, cominciarono a originarsi le montagne composte da rocce per lo più sedimentarie che andarono ad accumularsi quando il fondo marino si abbassò. Il bordo occidentale del Nord America era un margine continentale passivo e quindi non era vicino a un confine di placca. 180 milioni di anni fa l'ambiente tettonico del Nord America occidentale diventò un margine continentale attivo, in quanto si originò un confine di placche convergenti che accartocciò i depositi dalla fase di accumulo in catene montuose frastagliate. La convergenza delle placche diede origine alle catene costiere e poi alle Montagne Rocciose a causa dell'attrito tra la placca Farallon che sprofondava sotto quella nordamericana. Un altro protagonista attivo a livello tettonico è il punto caldo di Yellowstone, ovvero un grande pennacchio di materiale parzialmente fuso depositato nel mantello. Quando la placca nordamericana si spostò a ovest e sud-ovest sopra il punto caldo, enormi quantità di lava basaltica esplosero dalla crosta. Il totale di questi densi flussi lavici procedette il suo corso anche lungo la crosta immediatamente sottostante e le montagne generatesi in precedenza finirono per creare la depressione orientata in direzione OSO-ENE conosciuta come Snake River Plain. Non risultò dunque il fiume responsabile della formazione della piena, ma piuttosto il corso si riversò in loco perché maggiormente agevole il passaggio per poi seguire un altro punto caldo attraverso le Montagne Rocciose. Le prime colate laviche cominciarono a riversarsi in quella che oggi è la zona occidentale della piana del fiume Snake e stanno tuttora estrudendone la fetta orientale. Colate laviche ancora maggiori del gruppo basaltico del Columbia si riversarono sopra il Washington orientale, formando l'altopiano del Columbia a sud-est del Columbia e le colline di Palouse nello Snake inferiore. Un'attività vulcanica separata formò la parte nord-occidentale della pianura, un'area lontana dal percorso del punto caldo che ora risiede sotto il parco di Yellowstone. Il calore della roccia fusa sotto il parco avvolge la crosta fino a formare l'altopiano di Yellowstone.

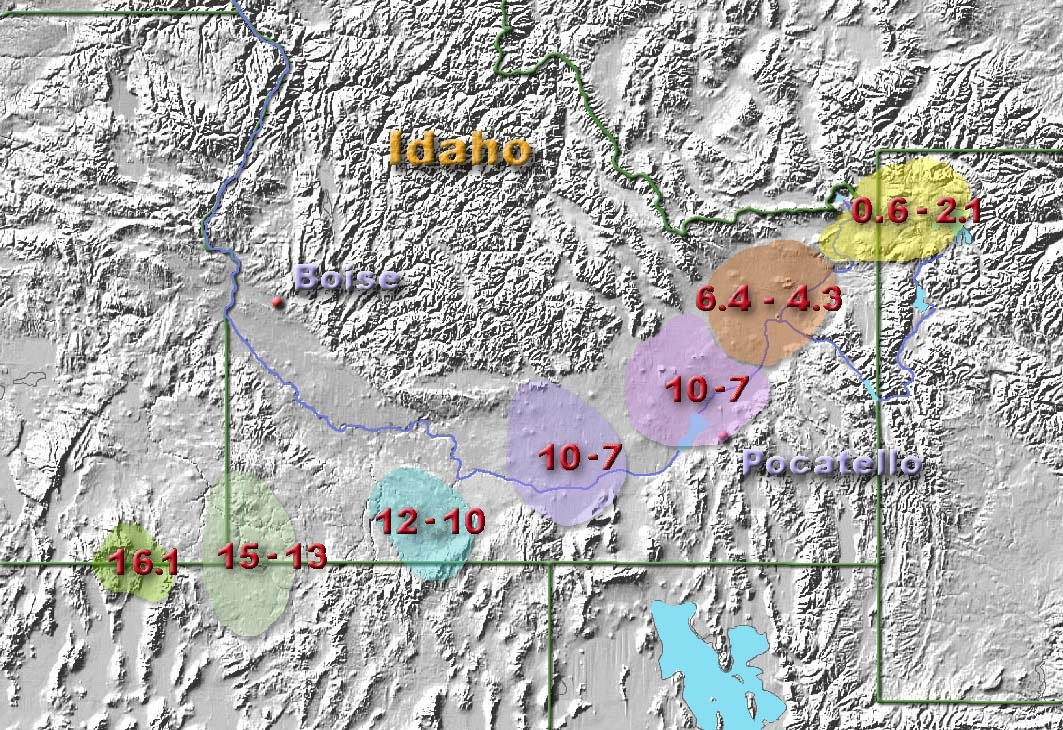
Posizioni d punto caldo di Yellowstone mentre attraversava la piana dello Snake

La pianura del fiume Snake, unita alla distanza tra la Sierra Nevada e la catena delle Cascate, originò un "canale di umidità", aprendo la strada alle tempeste del Pacifico per viaggiare per più di 1.600 km nell'entroterra fino alle sorgenti del fiume Snake. Quando la catena montuosa del Teton si sollevò circa 9 milioni di anni fa lungo una faglia di distacco che correva da nord a sud attraverso le Montagne Rocciose centrali, il fiume mantenne il suo corso originale e tagliò l'estremità meridionale delle montagne formando il Grand Canyon del Wyoming. Circa 6 milioni di anni fa, le montagne del fiume Salmon e le montagne blu all'estremità opposta della pianura iniziarono a sorgere; il fiume tagliava anche queste montagne, dando vita al canyon Hells. Il lago Idaho, nato durante il Miocene, copriva un'ampia porzione della piana del fiume Snake tra Twin Falls e il canyon Hells: la barriera originata dagli ammassi di lava andò infine travalicata circa 2 milioni di anni fa.

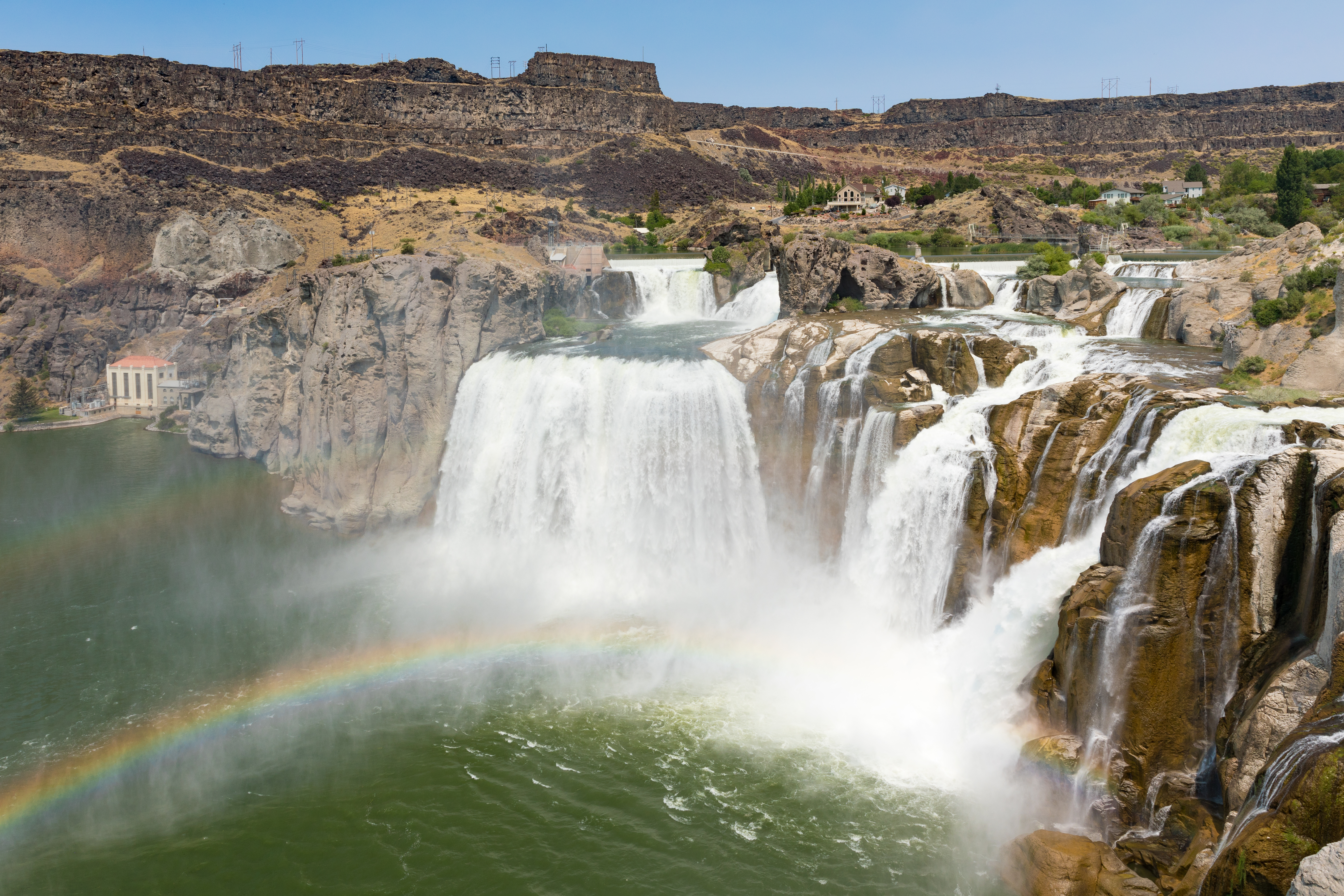
Le cascate di Shoshone vicino a Twin Falls

La lava che scorreva da Cedar Butte nell'attuale Idaho sudorientale bloccò il fiume Snake a Eagle Rock circa 42.000 anni fa, vicino all'attuale sito della diga di American Falls: è grazie a un lago omonimo largo 64 km che risultò possibile realizzare la barriera artificiale. Il lago era stabile ed è sopravvissuto per quasi 30.000 anni. Circa 14.500 anni fa, il lago pluviale di Bonneville nell'area del Gran Lago Salato, formatosi nell'ultima era glaciale, si riversò catastroficamente lungo il fiume Portneuf nello Snake in un evento noto come alluvioni di Bonneville. Si trattò di uno dei primi di una serie di catastrofiche inondazioni nel nord-ovest conosciute come le inondazioni dell'era glaciale.
Il diluvio comportò lo sfondamento della barriera naturale di lava del lago American Falls, rapidamente erosa con solo 15 m sopravvissuti della sezione originale. Le acque alluvionali del Bonneville, circa venti volte il flusso del fiume Columbia o 140.000 m³/s, travolsero il fiume Snake e tutto l'Idaho meridionale. Per chilometri su entrambi i lati del fiume, le acque alluvionali erosero il suolo e perlustrarono il substrato roccioso basaltico sottostante, trasformando la regione in steppe scanalate e dando origine al canyon del fiume Snake e creando le cascate di Shoshone, di Twin, di Crane, di Swan e altre presenti lungo la sezione del fiume Idaho. Le acque delle alluvioni di Bonneville continuarono attraverso il canyon Hells, che però non fu ampliato di dimensione, e alla fine raggiunsero il fiume Columbia.

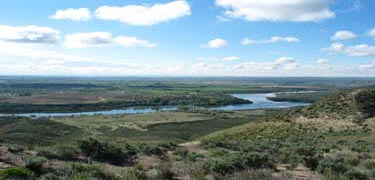
La pianura straordinariamente piatta ed estesa del fiume Snake fu il risultato delle inondazioni del lago Bonneville e del punto caldo di Yellowstone

Mentre le alluvioni di Bonneville si abbatterono lungo il fiume Snake, quelle di Missoula dello stesso periodo ebbero origine più a nord con un flusso equivalente a dieci volte quelli attuali combinati di tutti i fiumi del pianeta. Il numero esatto delle inondazioni resta avvolto nell'incertezza, ma i geologi ne hanno identificate almeno quaranta e si tende a ritenere che si verificarono tra 19.000 e 13.000 anni circa. Il restringimento in diversi punti ha causato grandi laghi temporanei come nel caso del Lewis, uno specchio d'acqua pieno di sedimenti depositatisi a seguito delle eruzioni. Le profondità massime stimate sono pari a 380 m per quando riguarda il Wallula Gap, 250 m presso la diga di Bonneville e 120 alle porte di Portland. La quantità incalcolabile di acqua riversatasi contribuì ad ampliare e approfondire la gola del Columbia, una gigantesca chiusa idrica che consente all'acqua dei fiumi Columbia e Snake di giungere direttamente attraverso la catena delle Cascate fino al Pacifico.
Anche le enormi quantità di sedimenti depositate dalle inondazioni del lago Bonneville nella pianura del fiume Snake ebbero un effetto duraturo sulla maggioranza del fiume Snake centrale. L'elevata conducibilità idraulica delle rocce prevalentemente basalto della pianura ha portato alla formazione della falda acquifera nota come Snake River Aquifer, una delle più produttive del Nord America. Molti fiumi e torrenti che scorrono dal lato nord della pianura affondano nella falda acquifera invece di sfociare nel fiume Snake, un gruppo di bacini idrografici chiamati Big e Little Lost dell'Idaho. La falda acquifera riuscì a riempirsi e a ospitare per contenere quasi 120 km³ d'acqua, sottostante circa 26.000 km² in un pennacchio dallo spessore di 400 m. In alcuni punti, l'acqua esce dai fiumi a velocità di quasi 17 m³/s. Gran parte dell'acqua persa dallo Snake mentre attraversa la pianura ritorna nel fiume alla sua estremità occidentale, attraverso molti pozzi artesiani.

## Toponimo
L'esploratore canadese David Thompson registrò per la prima volta il nome nativo americano del fiume Snake come Shawpatin quando arrivò alla sua foce in barca nel 1800. Quando la spedizione di Lewis e Clark attraversò procedendo verso ovest il bacino del fiume Snake nel 1805, fu assegnato per la prima volta il nome Lewis River, Lewis Fork o Lewis's Fork, in quanto Meriwether Lewis fu il primo del loro gruppo ad avvistare il fiume. Gli esploratori segnalarono inoltre la presenza degli Snakes, ovvero tribù di amerindi che vivevano lungo il fiume e che erano in realtà Scioscioni. Appresero in seguito che i nativi americani chiamavano il fiume Ki- moo-e-nim o Yam-pah-pa in onore di un'erba che cresceva in grandi quantità lungo le sue rive. Più tardi, degli avventurieri statunitensi, alcuni dei quali fecero parte della spedizione di Lewis e Clark, viaggiarono lungo il bacino del fiume Snake e assegnarono una sorprendente varietà di nomi al corso d'acqua. Tra questi, si segnalano quelli conferiti dall'esploratore William Price Hunt della spedizione Astor, ovvero Mad River, Shoshone River (dal nome della tribù) e Saptin River. A seguito di un'attenta analisi storiografica, si è scoperto che termine Snake River deriva da una sagoma a forma di "S" che la tribù degli Scioscioni realizzava per rappresentare il salmone impegnato nel nuoto. Gli esploratori lo interpretarono erroneamente come simbolo riferito a un serpente, attribuendo alla fine al fiume la sua denominazione attuale.

## Storia

### Epoca antica

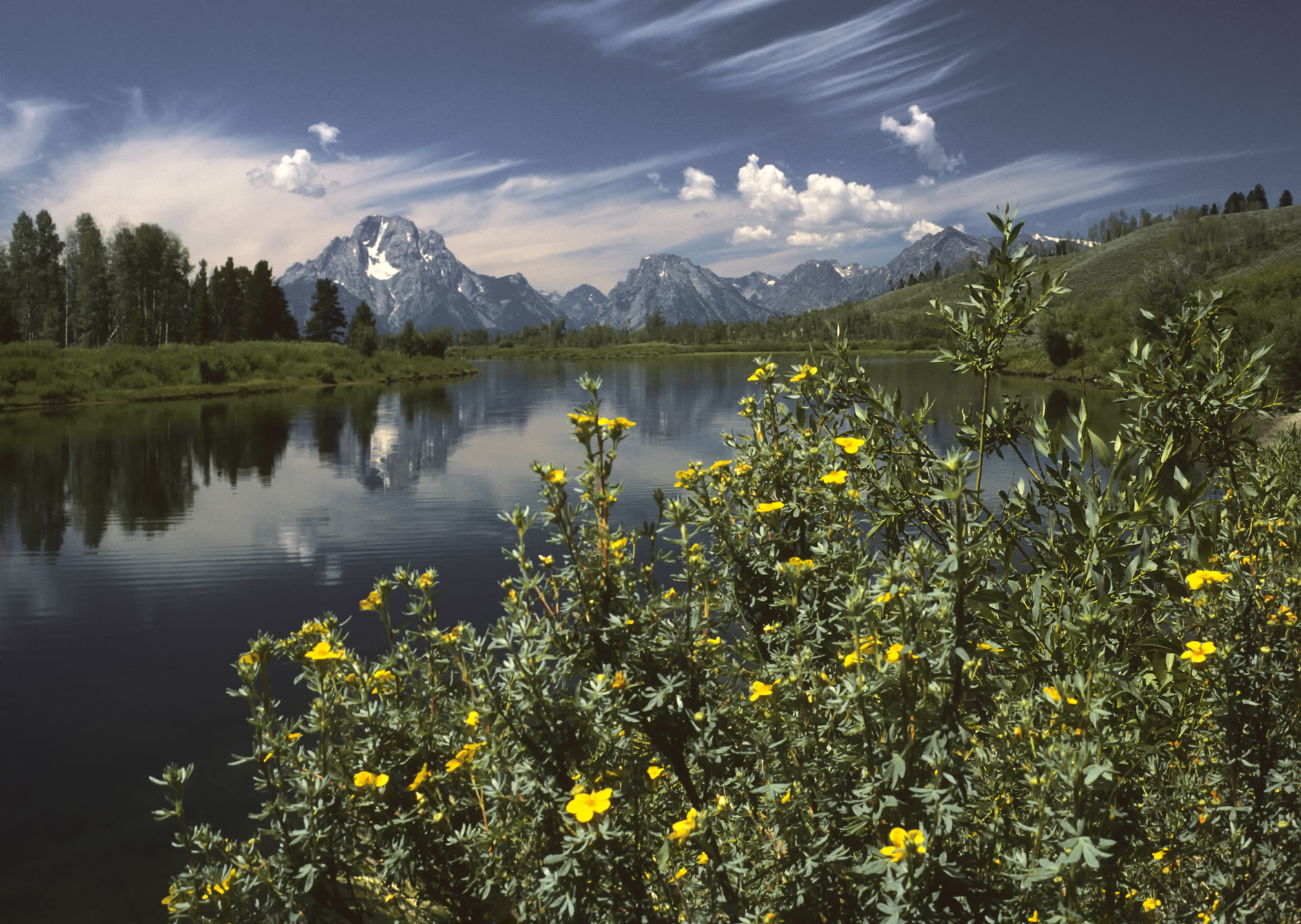
Un meandro del fiume Snake all'interno del Parco nazionale del Grand Teton, nello stato del Wyoming. Domina lo sfondo il Teton Range, con il monte Moran sulla sinistra

La presenza umana nei dintorni del corso d'acqua è attestata da almeno 11.000 anni fa. Lo storico Daniel S. Meatte divide la preistoria del bacino del fiume Snake occidentale in tre fasi storiche principali. La prima è detta Broad Spectrum Foraging e varia da 11.500 a 4.200 anni fa: durante questo periodo le persone attingevano a un'ampia varietà di risorse alimentari. Il secondo arco temporale, denominato  Semisedentary Foraging, risale a 4.200-250 anni fa: si distingue per una maggiore dipendenza dalla pesca, in particolare del salmone, nonché della conservazione del cibo e dello stoccaggio. La terza fase, compresa tra 250 a 100 anni fa, viene denominata Equestrian Foragers: si caratterizza per il sopravvento del cavallo e dello stanziamento in aree in cui si provvedeva al loro foraggiamento per poi recarsi a caccia di bisonti. Nella pianura orientale del fiume Snake si rintracciano alcune prove della Clovis, Folsom e delle grandi pianure risalenti almeno a 10.000 anni fa.
I primi commercianti di pellicce ed esploratori notarono subito la collocazione di centri commerciali regionali e le prove archeologiche hanno dimostrato che alcuni sono di notevole antichità: uno di essi, nell'area di Weiser, esisteva già 4.500 anni fa. La cultura di Fremont potrebbe aver contribuito agli antenati degli Scioscioni, ma si tratta di un'affermazione controversa. Un'altra componente culturale precoce poco compresa è chiamata complesso di Midvale. L'introduzione del cavallo nella pianura del fiume Snake intorno al 1700 aiutò l'affermazione della cultura degli Scioscioni e dei Paiute settentrionale.
Nel punto dello Snake che procede attraverso il sud-est del Washington hanno sede diversi siti di una certa longevità. Uno dei più conosciuti è il Marmes Rockshelter, utilizzato da oltre 11.000 anni fa fino a tempi relativamente recenti. Il sito di interesse storico andò allagato nel 1968 dal lago Herbert G. West, affine al bacino idrico della diga di Lower Monumental.
In un periodo successivo ma non ben precisato, due grandi gruppi di nativi americani controllavano la maggior parte del fiume Snake: i Nasi Forati, il cui territorio si estendeva dall'altopiano del Columbia sud-orientale nell'Oregon settentrionale e nell'Idaho occidentale, e gli Scioscioni, che occupavano la pianura del fiume Snake sia sopra che sotto le cascate a loro dedicate. Gli stili di vita lungo il fiume Snake variavano ampiamente: sotto le cascate, l'economia si concentrava sulla pesca del salmone, il quale spesso risaliva il fiume in grande quantità. Più verso la sorgente, gli interessi mutavano: la piana del fiume Snake costituiva uno dei pochi percorsi relativamente facili attraverso le Montagne Rocciose per centinaia di chilometri, consentendo ai nativi americani sia a est che a ovest delle montagne di interagire. Di conseguenza, gli Scioscioni si concentrarono sul campo commerciale.
Secondo una leggenda, la tribù dei Nasi Forati fu fondata per la prima volta nella valle del fiume Clearwater, uno dei principali affluenti più bassi del fiume Snake. Al suo apice, c'erano almeno 27 insediamenti dei Nasi Forati lungo il fiume Clearwater e altri 11 sullo Snake tra la foce del Clearwater e l'Imnaha. Altri villaggi si rintracciavano sul fiume Salmon, sul Grande Ronde, sul Tucannon e sull'area inferiore del canyon Hells. La corsa annuale agli esemplari di salmone lungo lo Snake, i quali a quel tempo dovevano superare i quattro milioni, sostenevano i Nasi Forati, che vivevano in villaggi permanenti e ben definiti, a differenza delle tribù nomadi del sud-est lungo il fiume Snake. I Nasi Forati furono anche coinvolti nel commercio con i Salish a nord e altre tribù del fiume Columbia centrale. Tuttavia, erano nemici degli Scioscioni e delle altre comunità a monte del fiume Snake.
Gli Scioscioni si distinguevano per essere gruppi nomadi che presentavano legami con la passata cultura Bitterroot e delle tribù del Gran Bacino che migrarono a nord attraverso il fiume Owyhee. Si trattava dei gruppi più potenti nell'area delle Montagne Rocciose, con una discreta fama che raggiungeva anche le Grandi Pianure che li vedeva conosciuti con il nome di "Serpenti". Nel XVIII secolo, il territorio degli Scioscioni si estendeva oltre la pianura del fiume Snake, estendendosi oltre il Continental Divide nello spartiacque superiore del fiume Missouri e ancora più a nord nel Canada. Un'epidemia di vaiolo portata da esploratori europei e cacciatori di pellicce è stata responsabile di una grave moria di persone a est delle Montagne Rocciose, ma gli Scioscioni continuarono a popolare la piana del fiume Snake. Alla fine, la cultura di questi si fuse con quella dei Paiute e dei Bannock, che provenivano rispettivamente dall'area del Gran Bacino e del canyon Hells. I Bannock portarono con sé l'abilità della caccia al bisonte e la presenza degli equini acquistati dagli europei, cambiando in modo significativo lo stile di vita precedente.

### Arrivo degli europei

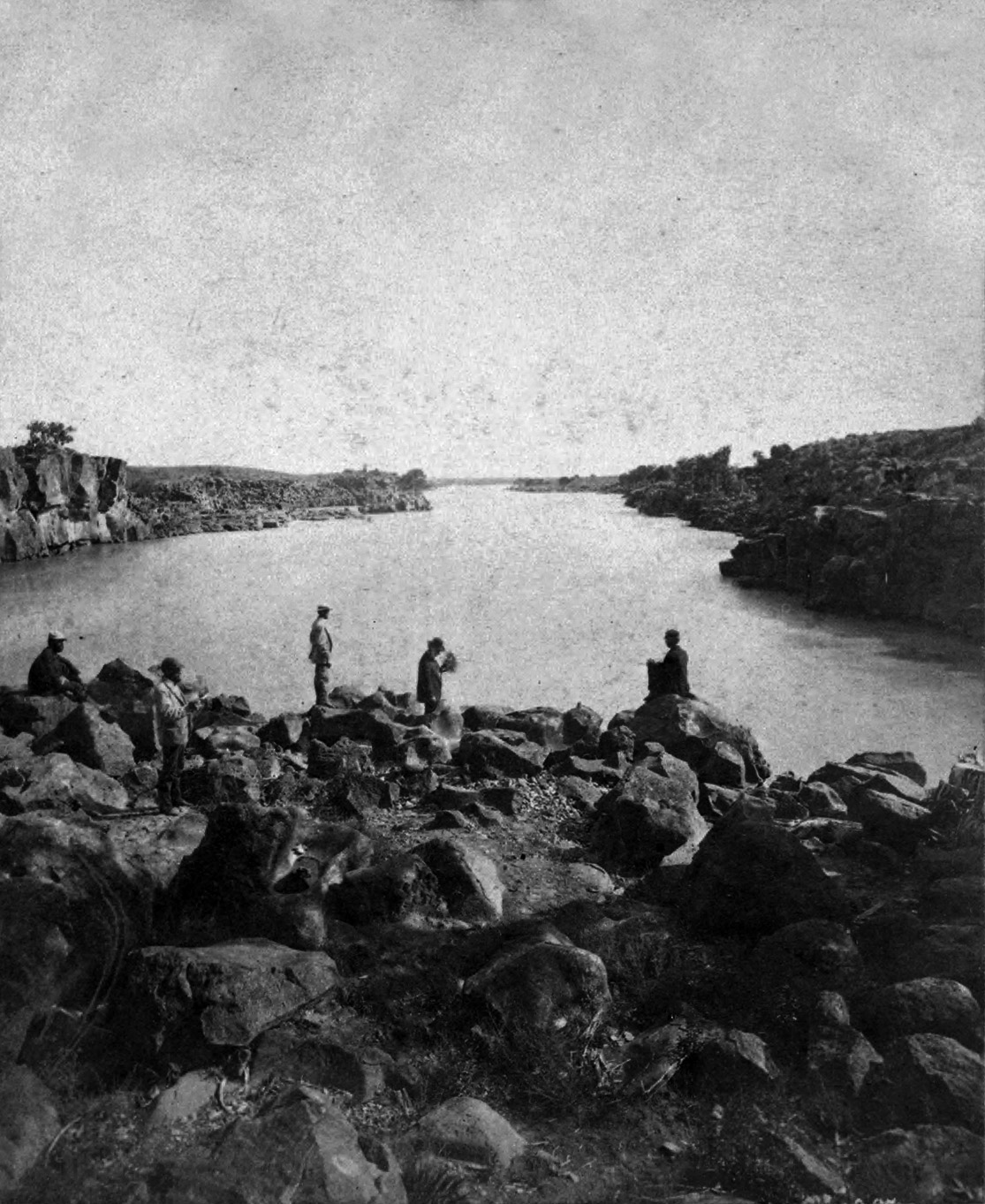
Il fiume Snake vicino a Jackson, Wyoming, nel 1871

La spedizione di Lewis e Clark (1804-1806) vide un primo storico gruppo di statunitensi attraversare le Montagne Rocciose e navigare lungo i fiumi Snake e Columbia fino all'Oceano Pacifico. Meriwether Lewis divenne il primo americano ad avvistare il bacino idrografico del fiume Snake dopo aver attraversato le montagne pochi giorni prima della sua festa il 12 agosto 1805 e aver avvistato la valle del fiume Salmon (un importante tributario) dal passo Lemhi, poco distante dall'attuale posizione di Salmon. Il gruppo in seguito viaggiò a nord, discese il fiume Lemhi fino a Salmon e tentò di discenderlo fino allo Snake, ma lo trovò impraticabile a causa delle sue violente rapide. La spedizione chiamò il fiume Snake Lewis River, Lewis's River, o Lewis Fork, in suo onore, e viaggiarono verso nord fino al Lochsa, che attraversarono il fiume Clearwater nello Snake inferiore e nel Columbia. Si riferivano inoltre agli Scioscioni nei documenti da loro redatti come agli "Indiani dello Snake", che divenne la denominazione odierna del fiume. Il nome "Lewis Fork", tuttavia, non sopravvisse.
Più tardi, esploratori statunitensi viaggiarono in tutta l'area del fiume Snake e dei suoi principali affluenti a partire dal 1806, subito dopo il ritorno di Lewis e Clark. Il primo fu John Ordway nel 1806, che esplorò anche il Salmon inferiore: gli seguì John Colter, nel 1808, che fu il primo ad avvistare le sorgenti del fiume Snake e l'area di Jackson Hole. Nel 1810, Andrew Henry, insieme a un gruppo di commercianti di pellicce, scoprì una biforcazione del fiume Snake che ora porta il suo nome. Donald Mackenzie navigò le acque locali nel 1811: si unirono in seguito esploratori quali Wilson Price Hunt della spedizione Astor (a cui si deve il nome del "Mad River"), Ramsay Crooks, Francisco Payelle, John Grey, Thyery Goddin e molti altri dopo il 1830. Molti di questi esploratori successivi erano stati al fianco di Lewis e Clark durante la spedizione originale ed era tornato per mappare ed esplorare l'area in modo più dettagliato. Anche più tardi, i cacciatori di pellicce americani esplorarono l'area alla ricerca di flussi di castori, mentre canadesi della britannica Compagnia della Baia di Hudson costituivano ormai un importante concorrente.
La Compagnia della Baia di Hudson inviò per la prima volta cacciatori di pellicce nello spartiacque del fiume Snake nel 1819. Il gruppo dei tre viaggiò nelle sorgenti del fiume Owyhee, un importante affluente meridionale dello Snake essiccatosi. Nel frattempo, mentre i cacciatori di pellicce americani continuavano ad arrivare nella regione, la Compagnia della Baia di Hudson ordinò ai cacciatori canadesi di uccidere quanti più castori possibile, finendo quasi per far estinguere la specie nel bacino dello Snake. Il motivo era il seguente: "se non ci sono castori, non ci sarà motivo per gli yankee ([americani]) di venire". Il loro obiettivo era quello di ottenere i diritti sul territorio dell'Oregon, una regione che copriva gli odierni Washington, Oregon, Idaho e parti del Montana e del Wyoming (la maggior parte dell'attuale regione era chiamata Nord-ovest Pacifico): tuttavia, la zona rimase in mano agli USA.
Verso la metà del XIX secolo, cominciarono a circolare viaggiatori lungo la pista dell'Oregon, la quale grosso modo seguiva gran parte del fiume Snake. Un attraversamento del sentiero tracciato sul fiume Snake era vicino all'attuale sito di Glenns Ferry. Diversi anni dopo, nel sito fu installato un porticciolo, che sostituì il vecchio sistema in cui i pionieri dovevano guadare l'ampio, potente e profondo Snake. Un altro luogo in cui i pionieri attraversarono lo Snake si trovava più a monte, in un luogo chiamato "Tree Island Crossing", vicino alla foce del fiume Boise. Questa zona ha un gruppo di tre isole (da cui il nome) che divise lo Snake in quattro canali ciascuno largo circa 61 m. Alcuni emigranti sceglievano di guadare lo Snake e procedere lungo il lato ovest, riattraversando il corso vicino a Fort Boise nel canyon Hells: lo scopo era quello di raggiungere la pista dell'Oregon e il Three Island Crossing costituiva il migliore punto ad ospitare erbe e accesso all'acqua. Numerosi battelli finirono per fornire traversate dallo Snake superiore all'inizio del canyon Hells fino a Menor, un punto aperto alle imbarcazioni oggi spostato a Moose, in Wyoming. La raffinatezza variava dalle barche di canne trainate da indiani a cavallo a Snake Fort, Fort Boise, come descritto da Narcissa Whitman nel 1836 su un traghetto elettrico, lo Swan Falls Ferry, alla diga di Swan Falls dell'inizio del XX secolo.
Un autore di diari del tempo intento ad attraversare vicino alle cascate di Salmon si lamentava delle tasse "esorbitanti" agli incroci che risultavano un "continuo salasso" per la borsa del viaggiatore. Vari dei punti locali erano controllati dai Mormoni che avevano "costruito ponti dove non erano necessari, spennando senza pietà i poveri emigranti". Lo scrittore esprimeva rammarico per aver compiuto la traversata descrivendo il paesaggio come "paese desolato". Un altro contemporaneo osservava allo stesso modo diversi giorni di viaggio attraverso "un deserto così desolato e roccioso che ci siamo quasi rammaricati di non aver proseguito sul lato sud di quel torrente".

### Avvento delle imbarcazioni a vapore

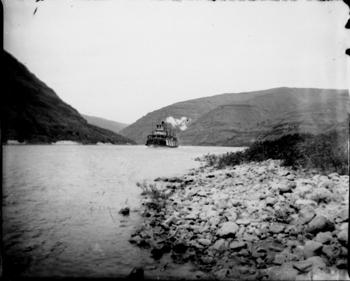
Un imprecisato battello a vapore risale il fiume Snake a Washington o nell'Idaho nel 1898

A differenza del fiume Columbia, per i battelli a vapore era molto più difficile navigare sullo Snake. Il Columbia River scende di 820 m dalla sorgente alla foce, mentre il secondo scende di oltre 2.600 m in altezza su una lunghezza di oltre 320 km più corta. Tuttavia, dal 1860 al 1940, i battelli a vapore hanno viaggiato sul fiume Snake dalla sua foce al fiume Columbia fino alla foce del fiume Imnaha nel basso Hells Canyon. Tuttavia, la maggioranza dei battelli a vapore navigava solo dalla foce del fiume a Lewiston, situata alla confluenza dello Snake e del Clearwater. Questo tratto del corso è il più facile da navigare per le moto d'acqua poiché ha il minor dislivello, sebbene contenga ancora oltre 60 gruppi di rapide.
Il servizio passeggeri e merci a valle di Lewiston durò per tutta la fine del XIX secolo e durò fino all'introduzione delle ferrovie nella regione, nei pressi delle quali si coltivava il grano delle colline di Palouse. La costruzione di dighe sul basso Snake facilitò il traffico delle chiatte, causando la scomparsa sia dei battelli a vapore che della ferrovia. Lewiston, a 230 km dalla confluenza tra lo Snake e il Columbia, localizzata 748 km dalla foce del Columbia sull'Oceano Pacifico, andò collegata con Portland e altri porti del Pacifico tramite un servizio di battelli a vapore dalla foce del Serpente attraverso la gola del Columbia. Una rotta comunemente percorsa prevedeva il passaggio da Wallula, 190 km a valle della foce del fiume Snake, a monte fino a Lewiston. La Oregon Steam Navigation Company lanciò il battello di nome Shoshone a Fort Boise nel 1866, il quale forniva servizio passeggeri e merci sulla parte superiore dello Snake per le miniere di Boise e Owyhee.
Nel 1870, la OSN Company, di proprietà della Northern Pacific Railway, gestiva sette battelli a vapore per il trasporto di frumento dalla regione produttiva di Palouse lungo lo Snake e la Columbia verso i porti di quest'ultimo. Queste imbarcazioni erano la Harvest Queen, la John Gates, la Spokane, l'Annie Faxon, la Mountain Queen, la  RR Thompson e la Wide West, tutte costruiti in porti del Columbia. Nel 1890 fu scoperto un enorme giacimento di rame a Eureka Bar, nel canyon Hells. Diverse navi furono costruite appositamente per trasportare il minerale da lì a Lewiston: tra di esse figuravano la Imnaha, la Mountain Gem e la Norma. Nel 1893 la Annie Faxon subì un'esplosione di una caldaia e affondò sullo Snake sotto Lewiston.

## Idrologia

### Portata
La portata media del fiume Snake è di 1.553 m³/s. La United States Geological Survey (USGS) ha registrato il dato in un periodo compreso tra il 1963 e il 2000 a un idrometro sotto la diga di Ice Harbour. Nell'arco temporale appena menzionato, il più grande flusso medio annuo registrato era pari a 2.384 m³/s e il più basso 770 nel 1992. La portata media giornaliera più basso registrata ammontava a 76 m³/s il 4 febbraio 1979. Il 27 agosto 1965 non vi fu temporaneamente alcun flusso a seguito dei test eseguiti presso la diga di Ice Harbor. Uno dei dati maggiori mai registrati appariva pari a 8.800 m³/s il 19 giugno 1974: il rilevamento avvenne grazie a una postazione della USGS vicino a Clarkston, rimasta attiva dal 1915 alla metà degli anni Settanta. Un'impennata meno recente, stimata in 11.600 m³/s, si verificò forse durante l'alluvione del giugno 1894.
Il flusso del fiume viene misurato anche in diversi altri punti del suo corso. Sopra il lago Jackson, nel Wyoming, la portata è di circa 25,1 m³/s e il bacino risulta vasto 1.260 km². A Minidoka, circa a metà della pianura del fiume Snake, la portata del fiume sale a 222 m³/s. Tuttavia, a Buhl, a circa soli 80 km più avanti, diminuisce a 139 m³/s a causa di deviazioni agricole e infiltrazioni. Al confine tra Idaho e Oregon, vicino a Weiser e al principio del canyon Hells, la portata dello Snake sale a 503 m³/s dopo aver ricevuto diversi affluenti importanti come il Payette, l'Owyhee e il Malheur. Il regime aumenta ulteriormente a 553 m³/s una volta raggiunta la diga del canyon Hells al confine tra Idaho e Oregon. Ad Anatone, nel Washington, a valle della confluenza con il Salmon, uno dei maggiori tributari dello Snake, la portata media è di 979 m³/s.

### Principali affluenti

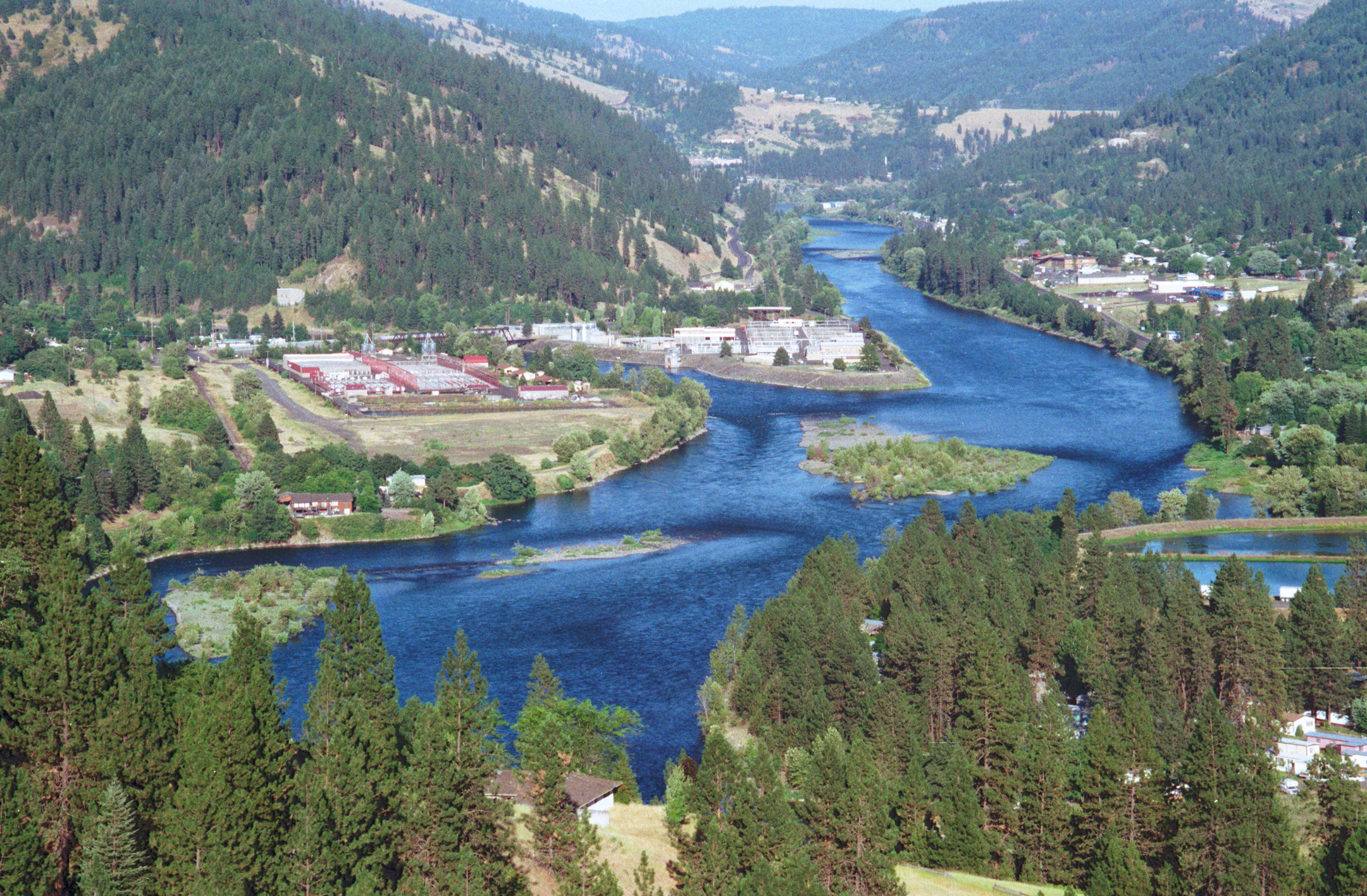
Il Clearwater è il maggiore affluente del fiume Snake

Se si eccettua il Clearwater, il Salmon è il maggiore affluente. Malgrado quest'ultimo abbia un bacino più ampio del primo, il Salmon si fa strada in un ambiente molto più secco, ragion per cui alla confluenza appare ridotto in termini di dimensioni rispetto al Clearwater di circa 9,9 km³ all'anno rispetto ai circa 14 dell'altro corso d'acqua.

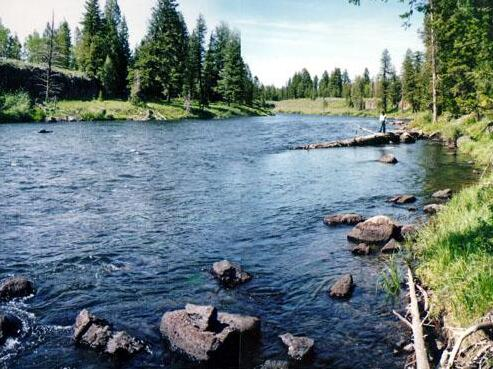
L'Henrys Fork, principale affluente dello Snake prima della piana dove quest'ultimo si insinua

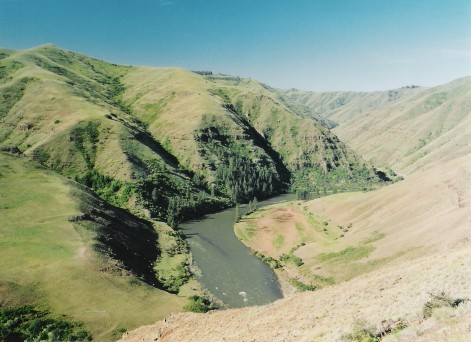
Il Grande Ronde incontra lo Snake vicino alla parte inferiore del canyon Hells

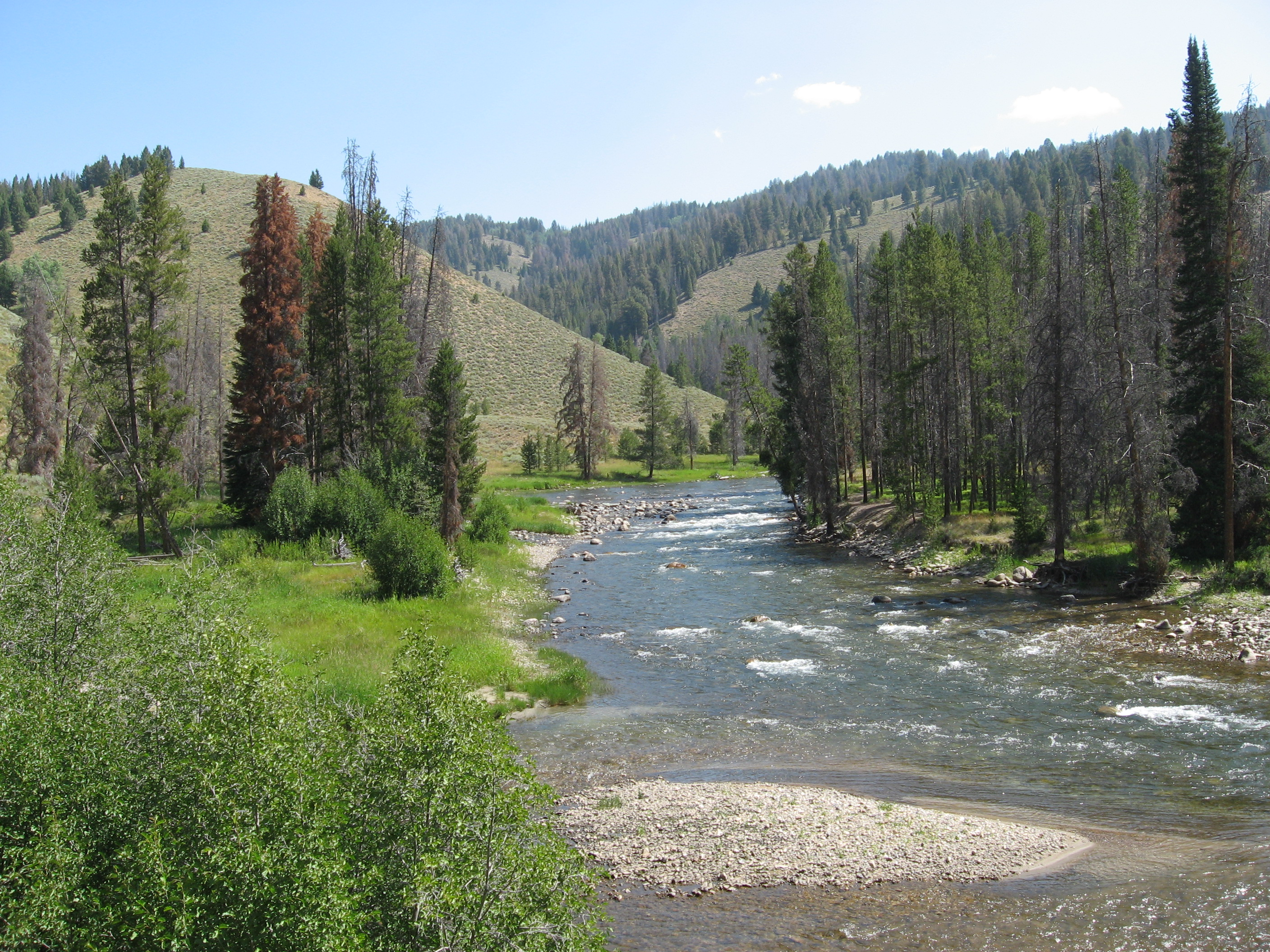
Il Salmon, secondo affluente più grande, si unisce allo Snake nel canyon Hells

Il fiume Snake ha oltre 20 grandi affluenti, la maggior parte dei quali si trovano nelle regioni montuose del bacino. Il più grande in assoluto è il fiume Clearwater, che racchiude 23.000 km² nell'Idaho centro-settentrionale. Molti dei corsi che scorrono nella piana dello Snake da nord alimentano la falda acquifera del fiume Snake, oltre a riversare parte delle loro acque al fiume. Oltre ai fiumi, lo Snake è alimentato da molte sorgenti di una certa dimensione, molte delle quali sorgono dalla falda acquifera sul lato occidentale della piana.
| Nome                                          | Lunghezza (km) | Bacino (km²) | Affluente di |
| --------------------------------------------- | -------------- | ------------ | ------------ |
| Fonte al confine tra Wyoming e Idaho          |                |              |              |
| Fiume Heart                                   | 14             |              | Destra       |
| [...] Lewis                                   | 19             |              | Destra       |
| [...] Gros Ventre                             |                | 1.660        | Sinistra     |
| Hoback                                        | 89             | 1.600        | Sinistra     |
| Greys                                         | 105            | 2.100        | Sinistra     |
| Salt                                          | 113            | 2.300        | Sinistra     |
| Tra piana del fiume Snake e canyon Hells      |                |              |              |
| Henrys Fork                                   | 177            | 8.320        | Destra       |
| Portneuf                                      | 154            | 3.440        | Sinistra     |
| Raft                                          |                | 3.900        | Sinistra     |
| Malad                                         | 19             | 7.800        | Destra       |
| Salmon Falls                                  | 351            | 5.390        | Sinistra     |
| Bruneau                                       |                | 8.560        | Sinistra     |
| Owyhee                                        | 451            | 28.620       | Sinistra     |
| Boise                                         | 121            | 11.000       | Destra       |
| Malheur                                       | 266            | 12.000       | Sinistra     |
| Payette                                       | 100            | 8.400        | Destra       |
| Canyon Hells                                  |                |              |              |
| Weiser                                        | 145            | 4.300        | Destra       |
| Burnt                                         | 80             |              | Sinistra     |
| Salmon                                        | 684            | 36.000       | Destra       |
| Grande Ronde                                  | 341            | 10.000       | Sinistra     |
| Clearwater                                    | 129            | 24.980       | Destra       |
| Confine tra Idaho e Washington fino alla foce |                |              |              |
| Tucannon                                      | 113            | 1.300        | Sinistra     |
| Palouse                                       | 225            | 8.500        | Destra       |

## Ambiente naturale

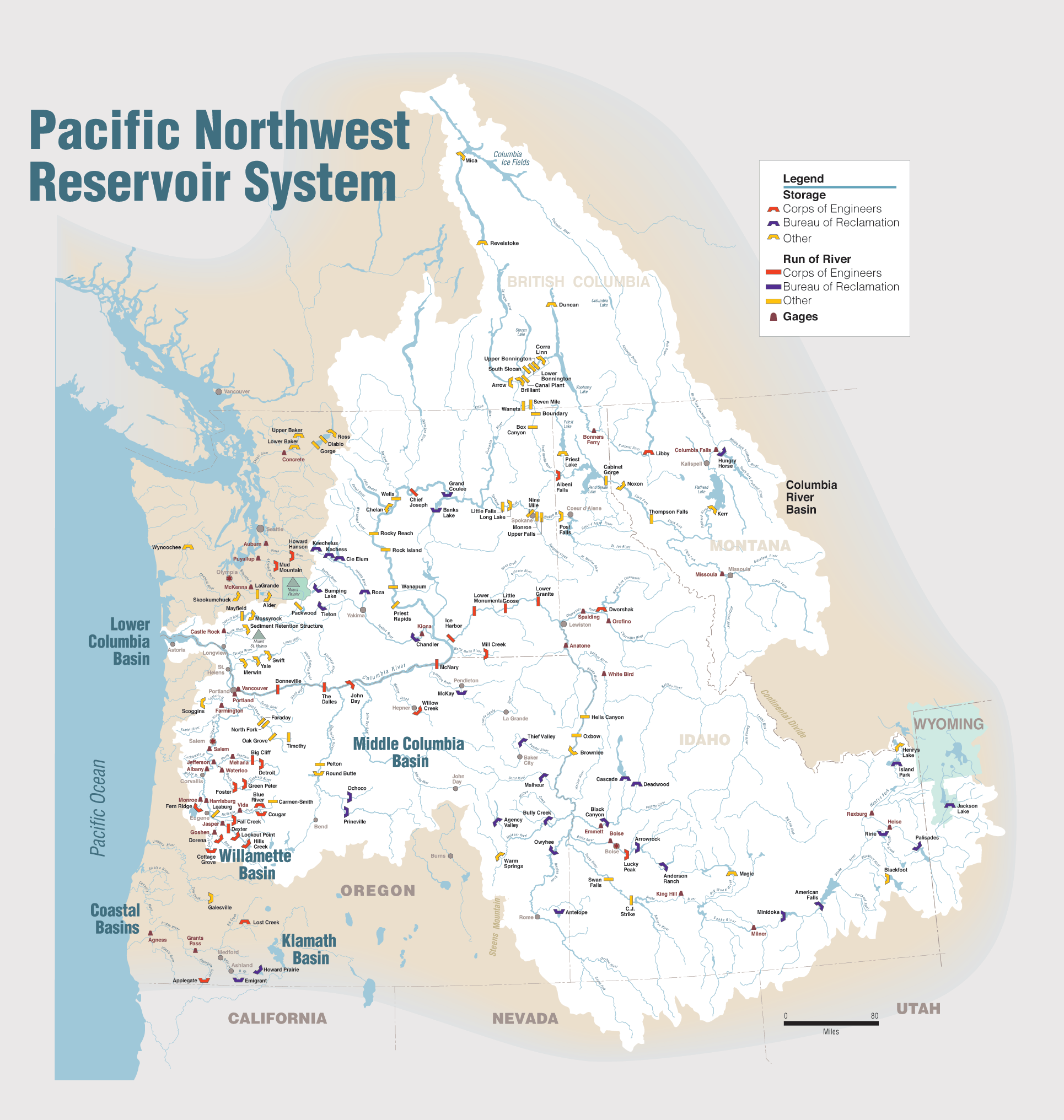
Bacino del fiume Columbia

Il World Wide Fund for Nature (WWF) divide lo spartiacque del fiume Snake in due ecoregioni d'acqua dolce: quella del Columbia Unglaciated e quella dell'Upper Snake. Le cascate di Shoshone segna il confine tra le due aree: il WWF ha posto il limite dell'ecoregione a circa 50 km a valle delle cascate di Shoshone allo scopo di includere il fiume Big Wood, principale affluente del Malad, nell'ecoregione di Upper Snake, in quanto il fiume Wood è biologicamente diverso dallo Snake. Le cascate di Shoshone hanno costituito una barriera totale al movimento a monte dei pesci da un periodo di tempo compreso tra i 60.000 e i 30.000 anni. Di conseguenza, solo il 35% della fauna ittica vive al di sopra delle cascate e solo il 40% di quanto vive nel fiume Wood è condiviso con il corso dello Snake inferiore.
L'ecoregione d'acqua dolce dell'Upper Snake comprende la maggioranza dell'Idaho sudorientale e si estende in piccole porzioni del Wyoming, dello Utah e del Nevada, compresi i principali habitat di acqua dolce come il lago Jackson. Rispetto allo Snake inferiore e al resto dello spartiacque del Columbia River, la zona più vicina alle sorgenti vanta un alto livello di endemismo, specialmente per quanto riguarda molluschi d'acqua dolce come lumache e vongole. Esistono almeno 21 specie di lumache e vongole di particolare interesse biologico, di cui 15 che sembrano esistere solo in singoli gruppi. 14 specie di pesci che si trovano nella regione dell'Upper Snake non si rintracciano altrove nel bacino della Columbia, ma a Bonneville nello Utah occidentale e, in parte, nel Gran Bacino: una simile situazione si deve all'ampiezza del preistorico lago Bonneville. Si pensi a titolo di esempio, tra le specie uniche, al salmerino del fiume Wood (Cottus leiopomus) e a quello di Shoshone (Cottus greenei).
Il fiume Snake sotto le cascate di Shoshone ospita 35 specie ittiche autoctone, di cui 12 localizzate anche nel fiume Columbia e 4 delle quali esclusive dello Snake: il Percopsis transmontana, della famiglia dei Percopsidae, il Cottus confusus, il Cottus marginatus) e il cavedano dell'Oregon (Oregonichthys crameri). Quest'ultimo si ammira anche nel fiume Umpqua e nei bacini circostanti. Lo Snake inferiore supporta anche sette specie di salmoni e trote del Pacifico (Oncorhynchus). Ci sono anche alte quantità, spesso ben localizzate, di molluschi endemici, specialmente nel canyon Hells e nei bacini fluviali del Clearwater, del Salmon e del corso centrale dello Snake. La sorprendente varietà di tali invertebrati si estende dal basso Columbia ad affluenti quali il Deschutes.

### Flora

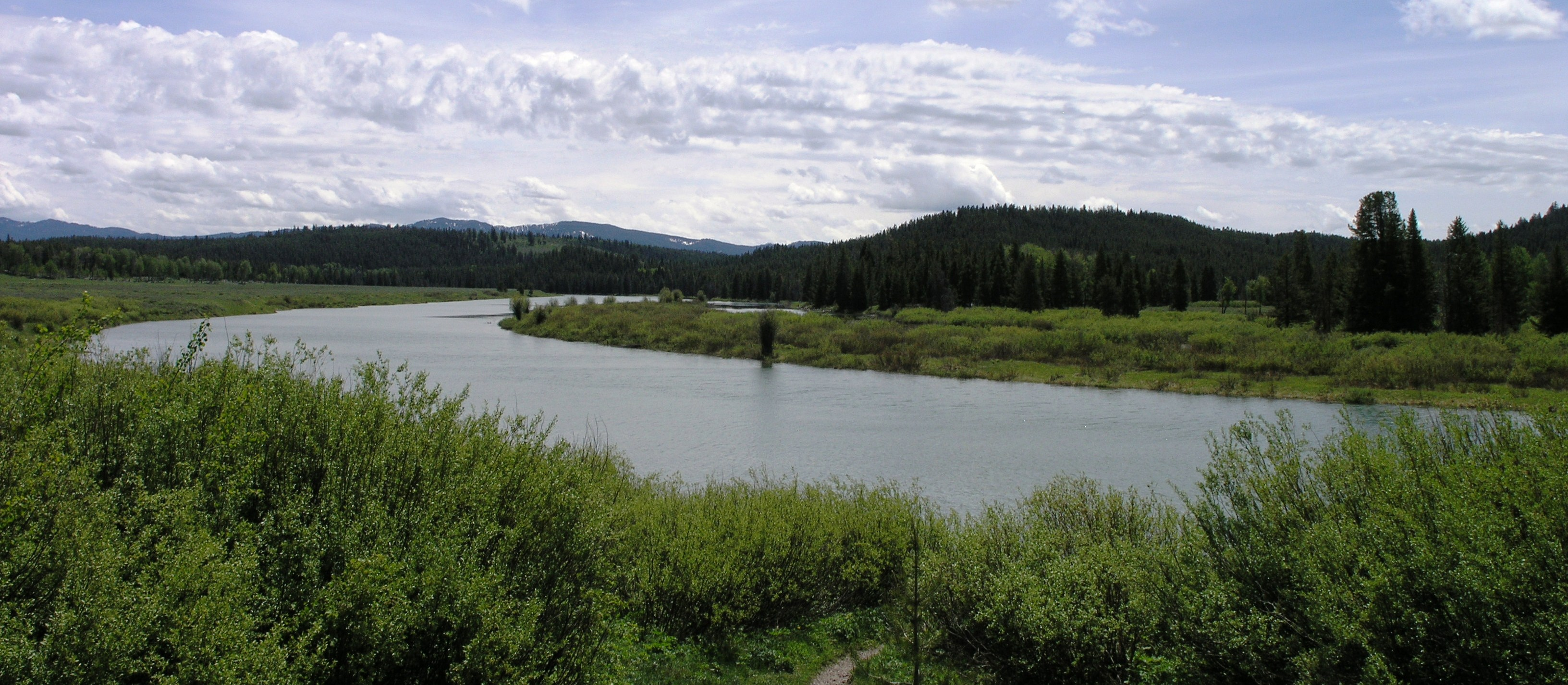
Le sorgenti del fiume Snake rimangono ricche di foreste, specialmente all'interno delle aree protette

Il bacino del fiume Snake comprende una varietà di aree verdi sia passate che presenti. La maggioranza del bacino un tempo era ricoperta da praterie arbustive, più comuni nella piana e anche l'altopiano del Columbia nel sud-est del Washington. Le zone ripariali, le zone umide e le paludi un tempo si trovavano lungo il tracciato del fiume Snake e dei suoi affluenti. A quote più elevate, i boschi di conifere, specie composti da pini gialli (Pinus ponderosa), dominano il paesaggio. Il bacino varia dal semi-desertico a climi alpini e fornisce l'habitat per centinaia di specie di piante. Nella parte più bassa dello spartiacque, nel sud-est del Washington, lo Snake è circondato dall'ecoprovincia della piana del Columbia, ora perlopiù occupata da fattorie irrigue. Il resto della zona è caratterizzato da basse colline, laghi asciutti e un clima arido, quasi desertico.
Le sorgenti e le alte montagne in altre parti dello spartiacque erano storicamente ricche di foreste. Queste includono pioppo tremulo (Populus tremuloides), l'abete di Douglas (Pseudotsuga menziesii) e il peccio di Engelmann (Picea engelmannii), per un totale di circa il 20% dello spazio verde. Alla base delle montagne e nei dintorni del fiume Lost, gli arbusti sono così predominanti che gli alberi di alto fusto risultano l'eccezione. A causa della deforestazione, fino a un quarto delle foreste era occupato dall'artemisia, che lasciava le foreste rimanenti a coprire circa il 15% del bacino idrografico. Tuttavia, il pino contorto (Pinus contorta) è aumentato di numero, prendendo il sopravvento su aree storicamente occupate da altre conifere. Si contano inoltre fino a 118 specie di piante rare o endemiche che proliferano nei dintorni del corso d'acqua.

### Fauna

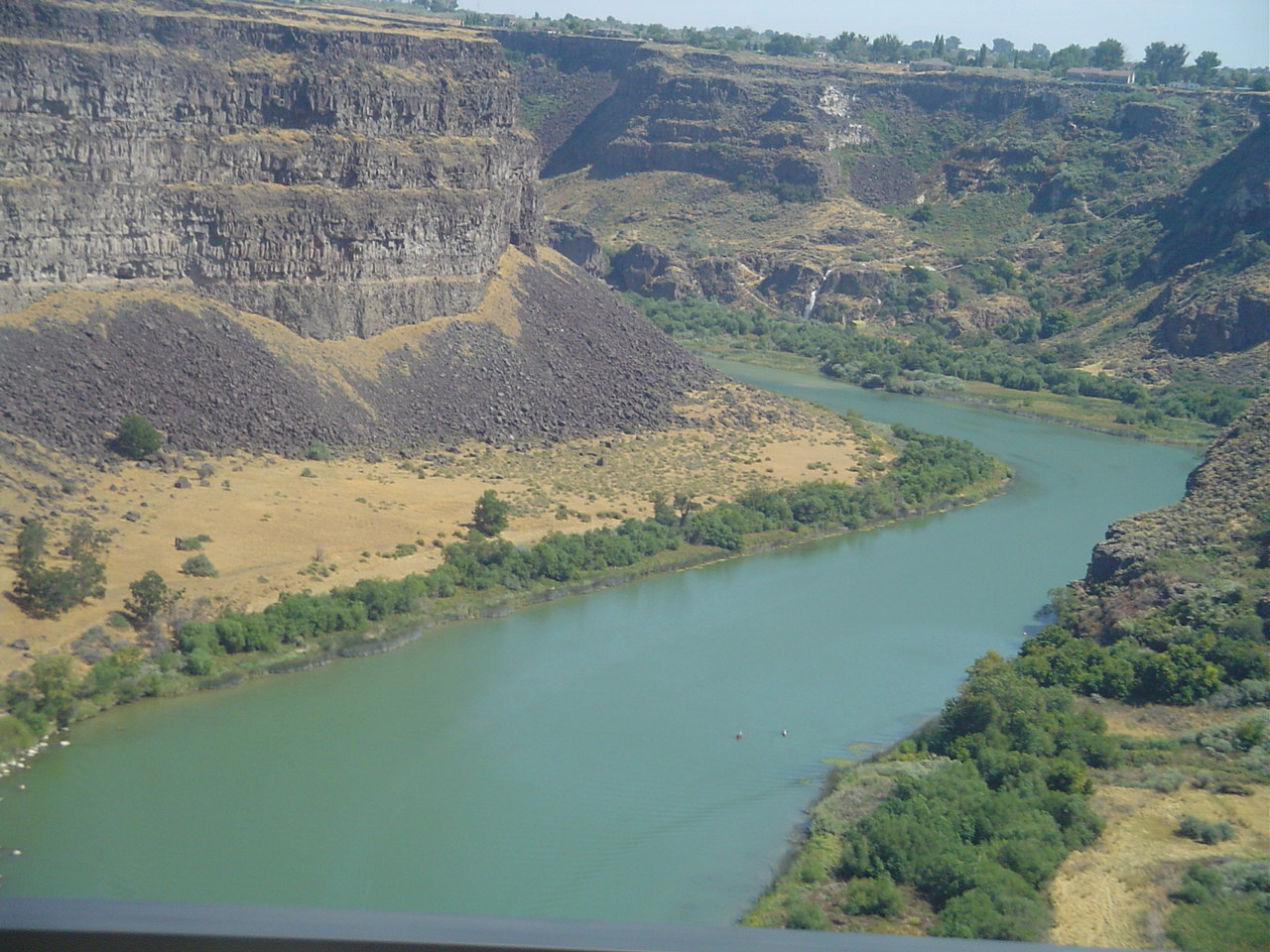
Nella parte media del corso dello Snake le specie alloctone su sono abituate alle condizioni locali meglio di quelle autoctone

A parte le specie acquatiche, gran parte dello spartiacque del fiume Snake supporta animali più grandi tra cui numerose specie di mammiferi, uccelli, anfibi e rettili. Soprattutto nelle sorgenti e nelle altre zone montuose disseminate in tutto il bacino, sono comuni il lupo grigio (Canis lupus), l'orso grizzly (Ursus arctos horribilis), il ghiottone (Gulo gulo), il puma (Puma concolor) e la lince canadese (Lynx canadiensis). Si sono scoperte 97 specie di mammiferi nella porzione superiore del fiume Snake, a monte della confluenza della biforcazione di Henrys. Pronghorn e bighorn sono comuni nell'area drenata dai "ruscelli perduti dell'Idaho", diversi fiumi e grandi insenature che scorrono a sud dalle Montagne Rocciose e scompaiono nella falda acquifera del fiume Snake. Circa 274 specie ornitologiche, alcune in via di estinzione o minacciate, sopravvivono in zona: tra di esse figurano l'aquila di mare testabianca (Haliaeetus leucocephalus), il falco pellegrino (Falco peregrinus), la gru americana (Grus americana), il gallo della salvia (Centrocercus urophasianus) e il cuculo beccogiallo (Coccyzus americanus). Il quattrocchi d'Islanda (Bucephala islandica), invece, predilige la sezione inferiore del fiume Snake.
Dieci anfibi e venti specie di rettili abitano la zona umida e la zona ripariale dello Snake superiore. Diverse specie di rane sono comuni nel bacino dei "ruscelli perduti" e nella parte più nord-orientale dello spartiacque del fiume Snake, tra cui la rana con la coda (Ascaphus truei), la rana leopardo
(Lithobates pipiens), il rospo boreale (Anaxyrus boreas), la rana maculata (Rana luteiventris), la salamandra dalle dita lunghe (Ambystoma macrodactylum) e la Spea multiplicata. Tuttavia, nelle sezioni inferiore e centrale del bacino del fiume Snake, diverse specie autoctone sono state gravemente minacciate da quelle non native. Tra queste ultime si annoverano, per quanto riguarda gli uccelli, la starna (Perdix perdix), il fagiano comune (Phasianus colchicus) e il chukar (Alectoris chukar), mentre tra gli anfibi la rana toro (Lithobates catesbeianus), il vaccaro testabruna (Molothrus ater) e lo storno comune (Sturnus vulgaris), tutti trapiantati dagli abitanti delle città e dei paesi maggiori.

#### Specie ittiche

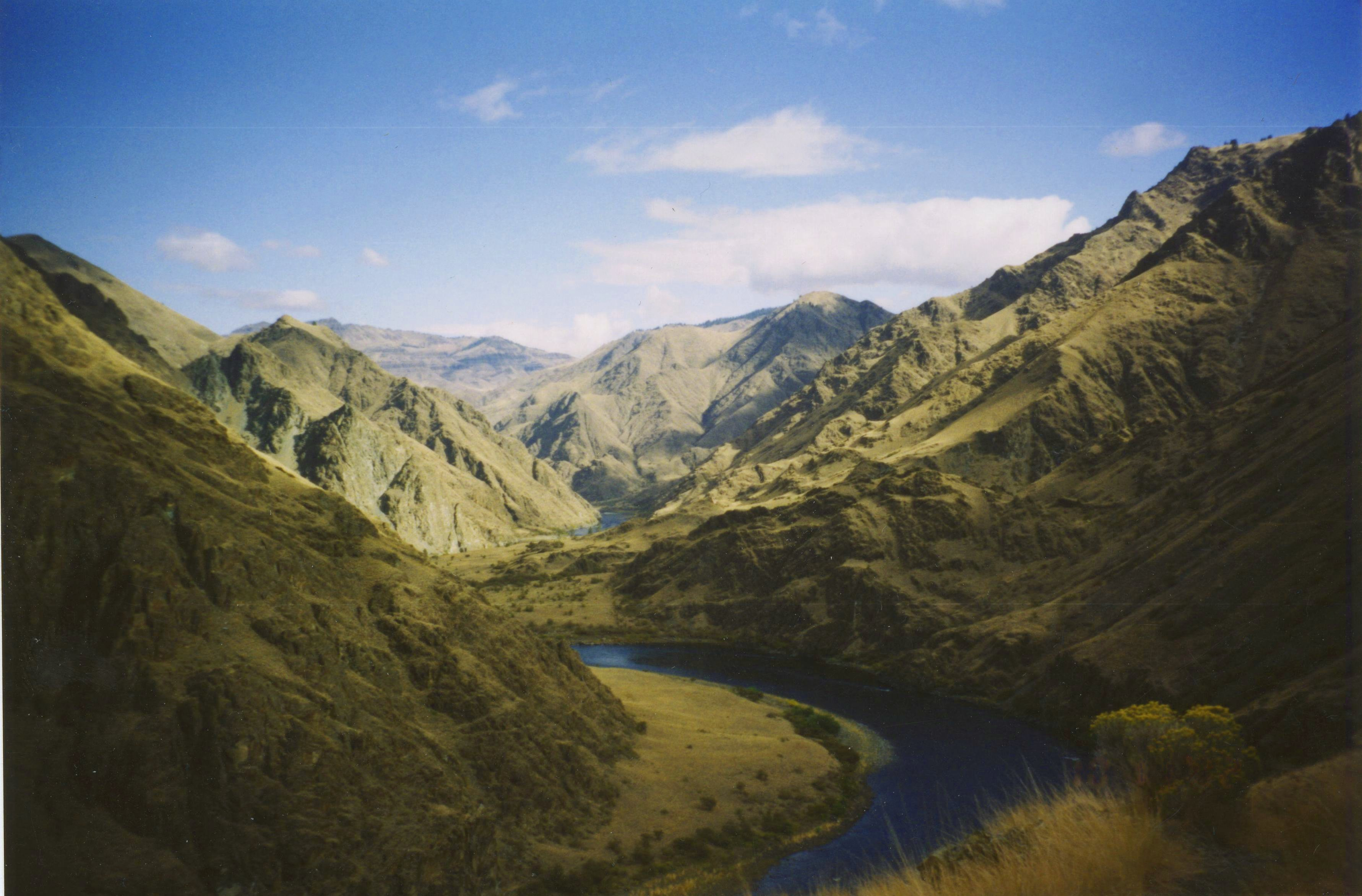
Lo Snake lungo il canyon Hells. Questo punto non è più accessibile ai salmoni a causa della costruzione di dighe

Lo Snake era in passato uno dei più importanti per la deposizione delle uova di pesci anadromi, cioè quelli che nascono nelle sorgenti dei fiumi, vivono nell'oceano per la maggior parte della loro vita e tornano a monte per deporre le uova.
Il fiume sostentava esemplari di salmoni reali (Oncorhynchus tshawytscha), salmoni argentati (Oncorhynchus kisutch) e salmoni rossi (Oncorhynchus nerka), nonché trote iridee (Oncorhynchus mykiss), storioni bianchi (Acipenser transmontanus) e lamprede del Pacifico (Entosphenus tridentatus). È noto che, prima della costruzione di dighe sul fiume, nelle stagioni della primavera, dell'estate e dell'autunno si contavano circa 120.000 pesci, con un totale massimo in inverno di circa 150.000.
Dall'inizio del XX secolo, quando fu costruita la diga delle cascate Swan sulla sezione centrale del fiume Snake a monte del canyon Hells, le quindici dighe e bacini artificiali sul fiume hanno rappresentato un problema crescente per la migrazione dei salmoni. Anche i terreni agricoli e il conseguente deflusso hanno avuto un impatto significativo sul tasso di successo della migrazione dei pesci. Il salmone può risalire il fiume Snake fino alla diga dell'Hells, utilizzando le strutture di passaggio per i pesci delle quattro dighe inferiori del fiume Snake, lasciando il fiume Clearwater, Grande Ronde e Salmon per sostenere la riproduzione del salmone. Sia il Clearwater che il Salmon vedono poche specie ittiche nuotare, così come il Grande Ronde, nell'Oregon nord-orientale. La presenza di vari laghi e barriere localizzate lungo il percorso hanno finito per confondere le rotte migratorie compiute dagli animali.
Alla confluenza dei fiumi Snake e Clearwater, i giovani salmoni che nuotano giù dalle sabbie e dalla ghiaia nelle sorgenti del fiume Clearwater spesso ritardano le loro migrazioni a causa di una significativa differenza di temperatura. Il deflusso agricolo e l'acqua trattenuta in serbatoi più a monte del Snake riscaldano le sue acque mentre scorre attraverso la pianura del fiume Snake, così quando il Snake incontra il Clearwater, la sua temperatura media è molto più alta. Direttamente sotto la confluenza, il fiume sfocia nel lago Lower Granite, generato dalla diga omonima, ovvero quella localizzata a quota maggiore del Lower Snake River Project. Paradossalmente, la combinazione di questi fattori dà ai giovani salmoni più tempo per crescere e nutrirsi nel lago Lower Granites per questo, quando iniziano la migrazione verso l'Oceano Pacifico, hanno spesso maggiori possibilità di sopravvivenza rispetto a quelli che migrano verso l'oceano prima.

## Impatto antropico

### Navigazione

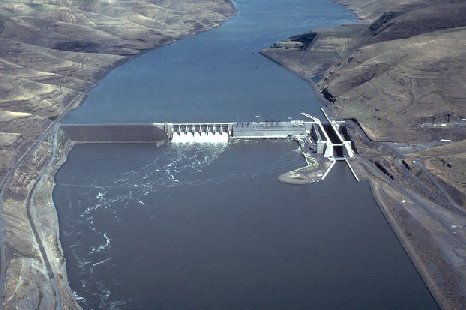
La diga e chiusa Little Goose

Negli anni '60 e '70 il Corpo degli Ingegneri dell'Esercito degli Stati Uniti costruì quattro dighe e chiuse sul fiume Snake inferiore per facilitare la navigazione. Poiché tale sistema è stato replicato anche presso il Columbia, dall'Oceano Pacifico a Lewiston, nell'Idaho, esiste un profondo canale attraverso chiuse e serbatoi di acqua stagnante per chiatte pesanti. Il grosso del traffico fluviale procede verso i porti di acque profonde sul basso Columbia River, come Portland. Il frumento, principalmente grano, è il prodotto principale a circolare sullo Snake e quasi tutto viene esportato a livello internazionale dai porti del basso Columbia.
Il canale aperto alle imbarcazioni commerciali resta aperto quando la profondità minima è superiore a 4 m e ha una larghezza di 76 m. Nei punti in cui il punto più basso era inferiore a 4 metri, sono avvenute operazioni di dragaggio o ridragaggio, quando necessario, poiché le profondità effettive variano nel tempo. Con un canale di circa 1,5 m più profondo del bacino del Mississippi, i fiumi Columbia e Snake permettono il galleggiamento di chiatte due volte più pesanti. I prodotti agricoli dell'Idaho e del Washington orientale sono tra le principali merci trasportate su chiatte sui fiumi Snake e Columbia. Il frumento, principalmente il grano, rappresenta oltre l'85% del carico su chiatte sullo Snake inferiore. Altri prodotti imbarcati includono piselli, lenticchie, legname e petrolio.

### Dighe
Un totale di quindici dighe sono state costruite lungo il fiume Snake per una moltitudine di scopi diversi, dalle sue sorgenti nelle Montagne Rocciose alla sua foce sul lago Wallula, il bacino artificiale formato dietro la barriera McNary sul fiume Columbia. Si possono raggruppare tre categorie principali di costruzioni artificiali:
- Dalle sue sorgenti all'inizio del canyon Hells, molte piccole dighe bloccano lo Snake per supplire alle esigenze agricole. Tra le sorgenti e il canyon, la prima diga sullo Snake, la Swan Falls, fu costruita nel 1901.
- Nel canyon Hells, una cascata di dighe produce elettricità dalla ripida caduta del fiume su una distanza relativamente breve.
- Una terza serie di dighe, la quale procede dall'Hells Canyon alla foce, facilita la navigazione. Molte diverse agenzie governative e private hanno lavorato per costruire dighe sul fiume Snake, grazie alle quali ad oggi vivono numerose persone e il commercio di prodotti agricoli verso i porti marittimi del Pacifico.

Il Minidoka Irrigation Project, supervisionato dal Bureau of Reclamation, prevedeva la deviazione dell'acqua del fiume Snake nella piana a monte delle cascate Shoshone per irrigare circa 4.500 km² e immagazzinarne 5,1 km³. I primi studi sull'irrigazione nella pianura del fiume Snake furono condotti dalla United States Geological Survey (USGS) alla fine del XIX secolo e il progetto fu autorizzato il 23 aprile 1904. La prima diga costruita per il progetto risultò la Minidoka nel 1904; la sua centrale elettrica iniziò a operare nel 1909, producendo 7 MW di elettricità: il dato è salito a 20 MW nel 1993.
La diga del lago Jackson, molto a monte del parco nazionale del Grand Teton del Wyoming, andò ultimata nel 1907 e finì per accrescere in termini di profondità lo specchio d'acqua per fornire ulteriori dispense negli anni di siccità. Quella delle cascate American, a monte di Minidoka, fu completata nel 1927 e poi ammodernata nel 1978. Poiché le barriere furono costruite sopra le cascate di Shoshone, lo storico punto massimo raggiunto dai salmoni nel corso della loro migrazione. Furono costruite anche diverse altre dighe per l'irrigazione, tra cui quella di Twin Falls e di Palisades.

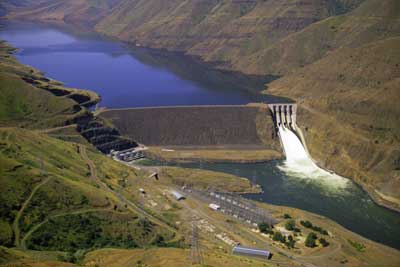
La diga Brownlee, la più alta inclusa nell'Hells Canyon Project

Il progetto del canyon Hells è stato supervisionato e ultimato dall'Idaho Power Company a partire dagli anni '40 ed è stato il secondo dei tre principali progetti idrici sul fiume. Le tre incluse nel piano, la Brownlee, la Oxbow Dam e quella del canyon Hells, si trovano nella parte superiore del corso. Tutte e tre le dighe sono principalmente finalizzate alla generazione di energia e al controllo delle inondazioni, ma non vi sono passaggi per pesci o blocchi di navigazione.
Brownlee, la diga più a monte, entrò in funzione nel 1959 e genera 728 MW; Oxbow, la seconda barriera facente parte del progetto, divenne operativa nel 1961 e genera 220 MW. Il nome della stessa si deve a un'ansa di 4,8 km del fiume Snake a forma di giogo. Hells Canyon Dam è stata l'ultima realizzata in termini cronologici ed è la più a valle delle tre: attiva dal 1967, produce 450 MW.
Il progetto dello Snake inferiore, autorizzato dal Rivers and Harbors Act del 1945 per il Corpo di Ingegneri dell'Esercito degli Stati Uniti, aveva lo scopo di creare un canale navigabile dalla foce del corso d'acqua all'inizio del canyon Hells. La serie di barriere artificiali annoverate dalla proposta legislative comprendeva, da monte a valle: la Lower Granite, la Little Goose, la Lower Monumental e la Ice Harbour. A rendere necessario il dragaggio era altresì la volontà di rendere maggiormente accessibile il passaggio a più generi di imbarcazioni. Le dighe sopra menzionate formano una cascata di bacini idrici senza che nel mezzo il fiume compia un percorso naturale: immediatamente al di sotto della diga di Ice Harbor, si trova il lago Wallula, generato dalla costruzione della McNary sul fiume Columbia (questa non rientra però nel Lower Snake River Project). Sopra la Lower Granite, il canale fluviale da Lewiston a Johnson Bar, localizzato appena al termine del canyon Hells, è reso accessibile a motoscafi e altre navi non superiori a una certa dimensione.
La sezione dello Snake compresa nell'Idaho un tempo pullulava di salmone rosso (Oncorhynchus nerka), ma ad oggi non sopravvive quasi più nessun esemplare a causa di un insieme di fattori. Nel percorso che compiono nuotando a monte nel fiume devono affrontare in primis predatori e dighe. Il fiume Snake conta quindici strutture e ciò rende estremamente difficile per le specie ittiche raggiungere la destinazione. La diga del canyon Hells, ad esempio, blocca il passaggio all'intero corso più indietro rispetto alla stessa, ma anche la Grand Coulee impedisce ai accedere ai luoghi di riproduzione dei famosi "June Hogs" (termine con cui vari statunitensi designavano gli immensi esemplari di salmone reale dal peso superiore a 45 kg).
Tra il 1985 e il 2007, solo una media di 18 salmoni rossi sono tornati in Idaho ogni anno. I seri sforzi di conservazione da parte dei biologi della fauna selvatica e degli allevamenti ittici hanno stimolato la cattura dei pochi salmoni rossi selvatici rimasti per raccogliere il loro sperma e riprodurre le uova in laboratorio. Pertanto, seguendo tale politica, gli avannotti vivevano il primo periodo della loro vita in recipienti finalizzati all'incubazione. In seguito, essi venivano trasportati via nave per aggirare le dighe ed evitare il rischio rappresentato dalle forti correnti. La demolizione della barriera sopraccitata nel 2007 le popolazioni di salmone si sono notevolmente riprese in termini numerici.
Un altro metodo di recupero utilizzato da ambientalisti e biologi riguarda il trasporto ittico. Poiché molti salmoni giovani muoiono in ogni diga mentre nuotano verso l'oceano, le navi filtrano e raccolgono questi piccoli di salmone in base alle dimensioni e li portano al largo, dove la loro presenza è garantita in acque salate. Questo metodo solleva controversie sull'efficacia e sui costi, poiché il totale ammonta a quasi 15 milioni di dollari. Un'altra possibile soluzione di passaggio a monte risulta il sistema proposto dagli ingegneri della Whooshh Innovations, in quali hanno sviluppato un metodo di transito sicuro e tempestivo dei pesci che prevede l'utilizzo di tubi flessibili percorribili dagli animali.
Nel complesso, questi sforzi combinati hanno ottenuto buoni successi: nell'estate del 2006, secondo quanto riportato, lo Snake contava 3 salmoni rossi tornati ai loro luoghi di riproduzione. Nell'estate del 2013, il numero era pari a più di 13.000.
Considerato l'ingente impatto antropico, varie associazioni ambientaliste e non si sono dimostrate interessate alla rimozione di alcune delle costruzioni. Nel 2007, ebbe luogo la prima rimozione di una diga situata sul sistema fluviale, ovvero la Marmot sul Sandy. Di lì a poco, seguì la stessa sorte la diga di Milltown sul Clark Fork. Nel 2021, la medesima proposta di abbattimento è stata presentata dal deputato repubblicano Mike Simpson con riferimento a quattro barriere presenti sullo Snake. Tuttavia, la rimozione delle dighe è stata ferocemente osteggiata da alcuni gruppi di aziende del nord-ovest del Pacifico. Poiché gran parte dell'elettricità locale proviene dalle costruzioni artificiali, la rimozione delle stesse creerebbe un buco nella rete energetica che non sarebbe immediatamente sostituibile. Ne risentirebbe anche la navigazione sullo Snake inferiore, in quanto gli angoli sommersi, le rapide e le isole riemergerebbero se le dighe venissero rimosse. Anche le pompe di irrigazione per i campi nel sud-est di Washington dovrebbero estendersi ulteriormente per accedere all'acqua del corso fluviale. Tuttavia, a parte il ripristino delle piste di salmone, i sostenitori della rimozione delle barriere sostengono che l'energia è sostituibile, che il sistema di trasporto del frumento potrebbe essere sostituito da ferrovie e che solo uno dei quattro bacini idrici fornisce acqua per l'irrigazione. Gli irrigatori nella pianura del fiume Snake dovrebbero probabilmente consentire meno acqua nel fiume Snake durante il flusso basso per creare una corrente nei quattro bacini idrici inferiori; affermano infine che le attività ricreative e il turismo probabilmente ne trarrebbero beneficio.

### Inquinamento

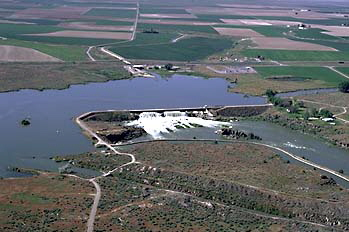
Dighe come quella di Milner deviano l'acqua dal fiume Snake per l'irrigazione, causando molti dei problemi di inquinamento in loco

Gli scarichi rilasciati da fattorie e ranch nella piana del fiume Snake e in molte altre aree circostanti ha gravemente danneggiato l'ecologia del fiume nel corso del XX secolo. Dopo che le prime dighe di irrigazione iniziarono a funzionare nel primo decennio del Novecento, gran parte della terra coltivabile in una striscia larga pochi chilometri lungo il fiume Snake fu arata o convertita in zone di pastura, con alcuni flussi che iniziarono a inquinare lo Snake. Il deflusso da diversi foraggi si riversò nelle acque fino a quando le disposizioni normative non hanno reso illegale la pratica. Fertilizzante, letame e altri prodotti chimici e inquinanti discioltisi nel fiume aumentarono con il tempo notevolmente le percentuali di fosforo, di coliformi fecali e azoto. Durante le stagioni calde, si sono verificati talvolta casi di eutrofizzazione che hanno esaurito rapidamente l'ossigeno.
Una percentuale di quanto riversato ha finito per alimentare pure la falda acquifera sotto la piana del corso d'acqua. Quella deviata dal fiume per l'irrigazione, dopo aver assorbito vari inquinanti superficiali, rientrava nel terreno e tornava ad essere assorbita dalla falda acquifera, generando un circolo vizioso che ha aumentato il numero di sostanze contaminanti. Una parte dell'acqua contenuta nella falda acquifera viaggia inoltre tuttora verso il lato ovest della piana del fiume Snake e si riversa in esso sotto forma di sorgenti. Poiché diversi punti della piana e dell'Hells presentavano un eccesso di sedimenti, sono state ideate delle proposte volte ad ovviare all'annosa e ricorrente problematica. Nel dicembre del 2007, l'Agenzia statunitense per la protezione dell'ambiente (EPA) rilasciò un permesso che richiedeva ai proprietari di allevamenti ittici lungo le acque di ridurre il loro scarico di fosforo del 40%. I livelli di inquinanti nel canyon Hells a monte della confluenza del fiume Salmon, compresi quelli della temperatura dell'acqua, dei nutrienti disciolti e dei sedimenti sono lievemente calati, ma con costanza, nonostante le proteste di chi sosteneva che per proseguire le attività agricole fosse necessario preservare certi standard.

### Esplicative
1. ↑  La percentuale viene calcolata aggiungendo lo scarico della diga delle rapide di Priest sul Columbia allo scarico con quella di Ice Harbour sullo Snake. La Priest è il punto monitorato dalla USGS più vicino alla confluenza con lo Snake: di conseguenza, i dati sono i più affidabili possibile.
2. ↑  Lo spartiacque del Columbia a monte della confluenza del fiume Snake è vasto 251.700 km², appena leggermente più piccolo di quello dello Snake.

### Bibliografiche
1. 1 2  (EN) The National Map, su USGS, National Hydrography Dataset high-resolution flowline data. URL consultato il 17 agosto 2021.
2. 1 2 3 4  (EN) Snake River below Ice Harbor Dam, WA, su USGS, 1963–2000. URL consultato il 17 agosto 2021.
3. 1 2  (EN) Boundary Descriptions and Names of Regions, Subregions, Accounting Units and Cataloging Units, su USGS. URL consultato il 17 agosto 2021.
4. ↑   Snake River Source, su caltopo.com. URL consultato il 19 agosto 2021.
5. 1 2  (EN) J.C. Kammerer, Largest Rivers in the United States, su USGS, maggio 1990. URL consultato il 16 agosto 2021.
6. ↑  (EN) Snake River, su NPS. URL consultato il 16 agosto 2021.
7. 1 2  (EN) Nigel Jaquiss, Idaho Republican Congressman Lays Out Framework for Removal of Four Snake River Dams, su wweek.com, 7 febbraio 2021. URL consultato il 16 agosto 2021.
8. 1 2 3 4 5  (EN) Snake River Tributary Basins, su uidaho.edu. URL consultato il 16 agosto 2021 (archiviato dall'url originale il 23 aprile 2012).
9. 1 2 3 4 5 6 7 8 9  (EN) Upper Snake Province Assessment (PDF), Northwest Watershed Council, 28 maggio 2004. URL consultato il 16 agosto 2021.
10. 1 2  (EN) Eastern Snake River Plain Surface and Ground Water Interaction, su uidaho.edu. URL consultato il 16 agosto 2021 (archiviato dall'url originale il 21 marzo 2012).
11. 1 2 3 4   USGS, United States Geological Survey Topographic Maps", su TopoQuest. URL consultato il 16 agosto 2021.
12. 1 2 3 4  (EN) J.I. Drever, Surface and Ground Water, Weathering, and Soils: Treatise on Geochemistry, vol. 5, 2ª ed., Elsevier, 2005,  p. 428, ISBN 978-00-80-54759-6.
13. ↑  (EN) Ken Retallic e Rocky Barker, Flyfisher's Guide to Idaho, Wilderness Adventures Press, 2021,  p. 327, ISBN 978-19-32-09881-5.
14. ↑  (EN) Louis Kates, Beautiful Is America: Come Travel with Louis & Deloris and See Profiles of All 50 States and the District of Columbia, Xlibris Corporation, 2017,  p. 102, ISBN 978-15-24-590413.
15. 1 2  (EN) John Harrison, Hells Canyon Dam, su nwcouncil.org, 31 ottobre 2008. URL consultato il 16 agosto 2021.
16. ↑  (EN) USGS Gage #12472800 on the Columbia River below Priest Rapids Dam, WA (Water-Data Report 2009) (PDF), USGS,  pp. 1-3. URL consultato il 17 agosto 2021.
17. ↑  (EN) Twin Falls, Idaho Period of Record Monthly Climate Summary, su wrcc.dri.edu. URL consultato il 17 agosto 2021.
18. ↑  (EN) Snake River, Wyoming Period of Record Monthly Climate Summary, su wrcc.dri.edu. URL consultato il 17 agosto 2021.
19. 1 2 3 4  (EN) John Harrison, Hydroelectric Plants, su idahopower.com, 31 ottobre 2008. URL consultato il 17 agosto 2021 (archiviato dall'url originale il 18 giugno 2013).
20. 1 2 3  (EN) Watersheds (GIF), su cec.org. URL consultato il 17 agosto 2021 (archiviato dall'url originale il 27 febbraio 2008).
21. 1 2  (EN) Snake River, su geonames.usgs.gov. URL consultato il 17 agosto 2021 (archiviato dall'url originale il 17 aprile 2021).
22. 1 2 3 4  (EN) John W. Shervais, Gaurav Shroff, Scott K. Vetter e Scott Matthews, Origin and Evolution of the Western Snake River Plain (PDF). URL consultato il 17 agosto 2021.
23. ↑  (EN) David W. Rodgers, H. Thomas Ore, Robert T. Bobo e Nadine McQuarrie, Extension and Subsidence of the Eastern Snake River Plain, Idaho (PDF),  pp. 121-122. URL consultato il 18 agosto 2021.
24. ↑  (EN) Columbia River Basalt Group Stretches from Oregon to Idaho, su USGS. URL consultato il 17 agosto 2021.
25. ↑  (EN) The story begins, su nps.gov, NPS, 19 gennaio 2007. URL consultato il 17 agosto 2021.
26. ↑  (EN) Hulls Gulch National Recreation Trail, su blm.gov. URL consultato il 17 agosto 2021 (archiviato dall'url originale il 7 novembre 2014).
27. 1 2  (EN) The Lake Bonneville Flood, su digitalatlas.cose.isu.edu. URL consultato il 17 agosto 2021 (archiviato dall'url originale il 19 ottobre 2021).
28. 1 2  (EN) Lake Bonneville and the Bonneville Flood, su hugefloods.com. URL consultato il 17 agosto 2021.
29. 1 2  (EN) Elizabeth L. Orr e William N. Orr, Geology of Pacific Northwest, McGraw-Hill, 1996,  pp. 241-248, ISBN 0-07-048018-4.
30. 1 2  (EN) Geology of Hells Canyon, su USFS. URL consultato il 17 agosto 2021 (archiviato dall'url originale il 15 marzo 2011).
31. ↑  (EN) Discover the Ice Age Floods, su hugefloods.com. URL consultato il 14 agosto 2021.
32. 1 2  (EN) Nick Middleton, Rivers: A Very Short Introduction, OUP Oxford, 2012,  p. 29, ISBN 978-01-99-58867-1.
33. ↑  (EN) Jim E. O'Connor, The Missoula and Bonneville floods—A review of ice-age megafloods in the Columbia River basin (PDF), aprile 2020,  pp. 45-46, DOI:10.1016/j.earscirev.2020.103181.
34. ↑  (EN) About the Floods, su iafi.org, 18 agosto 2008. URL consultato il 17 agosto 2021 (archiviato dall'url originale il 31 agosto 2012).
35. ↑  (EN) Channeled Scablands: Overview, su uwsp.edu, Università del Wisconsin. URL consultato il 17 agosto 2021 (archiviato dall'url originale il 5 agosto 2009).
36. ↑  (EN) Idaho's treasure: the Eastern Snake River Plan Aquifer (PDF), Stato dell'Idaho. URL consultato il 17 agosto 2021.
37. ↑  (EN) Richard P. Smith, Geologic Setting of the Snake River Plain Aquifer and Vadose Zone, su pubs.geoscienceworld.org, GeoScienceWorld, 2004, DOI:10.2113/3.1.47. URL consultato il 17 agosto 2021.
38. ↑  (EN) W.H. Low, National Water-Quality Assessment Program; upper Snake River basin, in Open-File Report 91-165, USGS, 1991, DOI:10.3133/ofr91165. URL consultato il 17 agosto 2021.
39. ↑  (EN) Snake River Plain Regional Aquifer System, su USGS. URL consultato il 17 agosto 2021.
40. 1 2 3 4 5  (EN) James P. Ronda, Down the Columbia, su lewisandclarkjournals.unl.edu, University of Nebraska Press, 1984. URL consultato il 18 agosto 2021.
41. ↑  (EN) T.A. Larson, Wyoming, a Guide to Its History, Highways, and People American guide series, U of Nebraska Press, 1981,  p. 344, ISBN 978-08-03-26854-8.
42. ↑  (EN) Snake River, Idaho, Oregon, su rivers.gov. URL consultato il 18 agosto 2021.
43. 1 2 3  (EN) Daniel S. Meatte, Western Snake River Prehistory, su imnh.iri.isu.edu. URL consultato il 18 agosto 2021.
44. ↑  (EN) Daniel S. Meatte, The Fremont Culture, su digitalatlas.cose.isu.edu, 1990. URL consultato il 18 agosto 2021.
45. ↑  (EN) Daniel S. Meatte, The Midvale Culture, su digitalatlas.cose.isu.edu, 1990. URL consultato il 18 agosto 2021.
46. ↑  (EN) Cassandra Tate, Marmes Rockshelter, su historylink.org, 10 Maggio 2006. URL consultato il 18 agosto 2021.
47. ↑  (EN) Lower Snake River history and context (PDF), su static1.squarespace.com,  pp. 1-5. URL consultato il 18 agosto 2021.
48. ↑  (EN) Stacy Kowtko, Nature and the Environment in Pre-Columbian American Life, Greenwood Publishing Group, 2006,  p. 14, ISBN 978-03-13-33472-6.
49. ↑  (EN) Coyote's Fishnet Legend, su NPS. URL consultato il 19 agosto 2021.
50. ↑  (EN) Robert H. Ruby e John Arthur Brown, A guide to the Indian tribes of the Pacific Northwest, University of Oklahoma Press, 1992,  p. 145, ISBN 0-8061-2479-2.
51. ↑  (EN) Elizabeth A. Fenn, Pox Americana: The Great Smallpox Epidemic of 1775-82, Farrar, Straus and Giroux, 2002,  p. 320, ISBN 978-14-66-80804-1.
52. ↑  (EN) Eighteeenth Century Northern Shoshoni (PDF), n. 488, Idaho State Historical Society, 1978. URL consultato il 18 agosto 2021.
53. ↑  (EN) Robert A. Saindon, Explorations Into the World of Lewis and Clark V-2 of 3, Digital Scanning Inc, 2003,  p. 660, ISBN 978-15-82-18764-8.
54. ↑  (EN) Kris Fresonke, Mark David Spence e Mark Spence, Lewis & Clark: Legacies, Memories, and New Perspectives, University of California Press, 2004,  p. 196, ISBN 978-05-20-23822-0.
55. 1 2  (EN) Snake River Explorers (PDF), su Idaho State Historical Society Reference Series, aprile 1992. URL consultato il 18 agosto 2021 (archiviato dall'url originale il 15 maggio 2012).
56. 1 2  (EN) J. Neilson Barry, The First Explorers of the Columbia and Snake Rivers, in Geographical Review, vol. 22, n. 3, Taylor & Francis, Ltd., luglio 1932,  pp. 443-456, DOI:10.2307/208974.
57. 1 2  (EN) Roger Kaza, Hudson's Bay Company, su uh.edu, University of Houston. URL consultato il 18 agosto 2021.
58. ↑  (EN) Steven P. Olson, The Oregon Trail: A Primary Source History of the Route to the American West, The Rosen Publishing Group, Inc, 2004,  pp. 4-5, ISBN 978-08-23-94512-2.
59. ↑  (EN) Three Island Crossing, su The Oregon Trail in Idaho. URL consultato il 18 agosto 2021 (archiviato dall'url originale il 27 febbraio 2012).
60. ↑  (EN) Rebecca Maxwell, Brownlee Ferry, su hmdb.org, 12 ottobre 2009. URL consultato il 18 agosto 2021.
61. ↑  (EN) Grand Tetons, Cunningham Cabin, Nick Wilson, Menor's Ferry, su wyomingtalesandtrails.com. URL consultato il 18 agosto 2021.
62. ↑  (EN) Myron Eels, Marcus Whitman, pathfinder and patriot, Alice Harriman Company, 1909,  p. 1. URL consultato il 18 agosto 2021.
63. ↑  (EN) Snake River ferries, su Idaho State Historical Society, ottobre 1982. URL consultato il 18 agosto 2021.
64. ↑  (EN) Celinda Elvira Hines, Seven Months to Oregon: 1853 Diaries, Letters and Reminiscent Accounts, Patrice Press, 2008,  p. 79, ISBN 978-08-03-27295-8.
65. ↑  (EN) Celinda Elvira Hines e Harold J. Peters, Seven Months to Oregon: 1853 Diaries, Letters and Reminiscent Accounts, Harold J. Peters, 2008,  p. 224, ISBN 978-18-80-39765-7.
66. ↑  (EN) Dan Fellner, Cruising the Columbia River by steamboat is a peaceful, scenic history trip, su eu.azcentral.com.
67. 1 2  (EN) Phil Dougherty, The steamer Annie Faxon explodes on the Snake River, killing eight people, on August 14, 1893, su historylink.org, 4 settembre 2006. URL consultato il 18 agosto 2021.
68. ↑  (EN) Recreation on a Free-Flowing Lower Snake River (PDF), su American Rivers. URL consultato il 18 agosto 2021 (archiviato dall'url originale il 22 febbraio 2012).
69. ↑  (EN) Joseph Rose, Port of Portland at 125: Photos through the years, su maritimeheritage.org, 16 febbraio 2016.
70. ↑  (EN) Welcome to the Wallula History Website, su ww2020.net. URL consultato il 18 agosto 2021.
71. ↑   Carlos A. Schwantes, In Mountain Shadows: A History of Idaho, U of Nebraska Press, 1991,  p. 82, ISBN 978-08-03-29241-3.
72. ↑  (EN) Supreme Court County of new York, 1884,  p. 78.
73. 1 2   Ann Ronald, Oh, Give Me a Home: Western Contemplations, University of Oklahoma Press, 2006,  pp. 24-25, ISBN 978-08-06-13799-5.
74. ↑  (EN) Ice Harbour Lock and Dam, su nww.usace.army.mil, Corpo degli ingegneri dell'esercito degli Stati Uniti, 1915–1972. URL consultato il 17 agosto 2021.
75. ↑  (EN) USGS Gage #13010065 on the Snake River above Jackson Lake at Flagg Ranch, WY (Water-Data Report 2009) (PDF), su USGS. URL consultato il 17 agosto 2021.
76. ↑  (EN) USGS Gage #13081500 on the Snake River near Minidoka, ID (Water-Data Report 2009) (PDF), su USGS. URL consultato il 17 agosto 2021.
77. ↑  (EN) USGS Gage #13094000 sul fiume Snake vicino a Buhl, ID (Water-Data Report 2009) (PDF), su USGS. URL consultato il 17 agosto 2021.
78. ↑  (EN) USGS Gage #13269000 on the Snake River near Weiser, ID (Water-Data Report 2009) (PDF), su USGS. URL consultato il 18 agosto 2021.
79. ↑  (EN) USGS Gage #13290454 on the Snake River at Hells Canyon Dam, Idaho-Oregon state line (Water-Data Report 2009) (PDF), su USGS. URL consultato il 17 agosto 2021.
80. ↑  (EN) USGS Gage #13290454 on the Snake River near Anatone, WA (Water-Data Report 2009) (PDF), su USGS. URL consultato il 17 agosto 2021.
81. 1 2  (EN) Columbia Unglaciated, su feow.org. URL consultato il 13 agosto 2021.
82. 1 2  (EN) Upper Snake, su feow.org. URL consultato il 13 agosto 2021.
83. ↑  (EN) Animals You Could See Along the Snake River, su davehansenwhitewater.com. URL consultato il 18 agosto 2021.
84. 1 2  (EN) Robin A. Abell, David M. Olsen, Eric Dinerstein e Patrick T. Hurley, Freshwater Ecoregions of North America: A Conservation Assessment, Island Press, 2000,  pp. 167-169, ISBN 1-55963-734-X.
85. 1 2  (EN) Paul R. Ashley e Stacey H. Stovall, Southeast Washington Subbasin Planning Ecoregion Wildlife Assessment (PDF), su nwcouncil.org, Northwest Watershed Council., 2004. URL consultato il 18 agosto 2021.
86. 1 2  (EN) Decline and Recovery of Snake River Salmon (PDF), su cbr.washington.edu, University of Washington, giugno 1995,  pp. 1-2. URL consultato il 18 agosto 2021.
87. ↑  (EN) USFS, Environmental Assessment for the Implementation of Interim Strategies for Managing Anadromous Fish-producing Watersheds in Eastern Oregon and Washington, Idaho, and Portions of California, United States Department of Agriculture, Forest Service, 1994,  p. 4.
88. 1 2  (EN) Salmon migration mystery explored on Idaho's Clearwater River (PDF), su fws.gov, Pacific Northwest National Laboratory, 15 settembre 2009. URL consultato il 18 agosto 2021.
89. ↑  (EN) Courtney Flatt, One Idea To Remove Snake River Dams May Be Dead In The Water. Inslee And Murray Oppose It, su nwpb.org, American Rivers, 14 maggio 2021. URL consultato il 18 agosto 2021.
90. 1 2  (EN) BST Associates, Lower Snake River Dams Stakeholder Engagement Report (PDF), su governor.wa.gov, American Rivers, giugno 2003,  p. 13. URL consultato il 18 agosto 2021 (archiviato dall'url originale il 18 agosto 2021).
91. ↑  (EN) Blaine Harden, A River Lost: The Life and Death of the Columbia, WW Norton & Company, 1996, ISBN 0-393-31690-4.
92. ↑  (EN) Mark Fiege, Irrigated Eden: the making of an agricultural landscape in the American West, University of Washington Press, 1999,  p. 95, ISBN 0-295-97757-4.
93. 1 2 3  (EN) Minidoka Project, su usbr.gov, 19 giugno 2009. URL consultato il 18 agosto 2021 (archiviato dall'url originale il 21 maggio 2012).
94. ↑  (EN) Hells Canyon Complex Hydroelectric Project, su deq.idaho.gov. URL consultato il 18 agosto 2021.
95. ↑  (EN) Snake River (Oregon, Washington and Idaho), su Corpo di Ingegneri dell'Esercito degli Stati Uniti, 30 settembre 1994. URL consultato il 18 agosto 2021 (archiviato dall'url originale il 16 febbraio 2012).
96. ↑  (EN) Ben Goldfarb, Livin' on the dredge: Army Corps mucks out the Snake, su High Country News, 21 gennaio 2015. URL consultato il 19 agosto 2021.
97. ↑  (EN) Lewiston, Idaho to Johnson Bar, su Corpo di Ingegneri dell'Esercito degli Stati Uniti, 30 settembre 1994. URL consultato il 18 agosto 2021 (archiviato dall'url originale il 27 settembre 2011).
98. ↑  (EN) Hallie Golden, Salmon face extinction throughout the US west. Blame these four dams, su The Guardian, 9 giugno 2021. URL consultato il 18 agosto 2021.
99. ↑  (EN) John Harrison, June Hogs (salmon), su oregonencyclopedia.org. URL consultato il 18 agosto 2021.
100. ↑  (EN) "Northwest Fisheries Science Center." Once Nearly Extinct, Endangered Idaho Sockeye Regaining Fitness Advantage -. N.p., n.d. Web. 13 Jan. 2016, su fisheries.noaa.gov. URL consultato il 18 agosto 2021.
101. ↑  (EN) Juvenile fish get a ride downriver, su Columbia Gorge News, 14 maggio 2019. URL consultato il 18 agosto 2021.
102. ↑  (EN) Daniel Malarkey, Snake river dams' hydropower is no longer particularly cheap, su sightline.org, 17 settembre 2019. URL consultato il 18 agosto 2021.
103. ↑  (EN) Whooshh Innovations, su whooshh.com. URL consultato il 18 agosto 2021.
104. ↑  (EN) Sockeye Salmon, su National Geographic, 11 febbraio 2012. URL consultato il 18 agosto 2021.
105. ↑  (EN) Clark Fork/Blackfoot Confluence, su clarkfork.org. URL consultato il 15 agosto 2021.
106. ↑  (EN) Matt Preusch, Poll: Northwest voters oppose Snake River dam removal, su OregonLive, 15 aprile 2009. URL consultato il 19 agosto 2021 (archiviato dall'url originale l'11 agosto 2010).
107. ↑  (EN) Mallory Gruben, Study: Snake River dam removal would cost $2.3B, jeopardize regional economies, su The Columbian, 7 gennaio 2020. URL consultato il 19 agosto 2021.
108. ↑  (EN) Daniel Malarkey, It's not even close: economica says the Snake river dams should go, su sightline.org, 16 settembre 2019. URL consultato il 19 agosto 2021.
109. ↑  (EN) Carissa Wolf, Dirty Water: Ag pollution in rural wells runs deep, su Boise Weekly, 1º febbraio 2006. URL consultato il 17 agosto 2021 (archiviato dall'url originale il 29 settembre 2011).
110. ↑  (EN) Pollution of the Snake River, su cwnp.org. URL consultato il 17 agosto 2021 (archiviato dall'url originale il 23 febbraio 2005).
111. 1 2  (EN) Groundwater Resources, su Digital Atlas of Idaho. URL consultato il 17 agosto 2021.
112. ↑  (EN) Reed S. Lewis e Keegan L. Schmidt, Exploring the Geology of the Inland Northwest, vol. 41, Geological Society of America, 2016,  p. 220, ISBN 978-08-13-70041-0.
113. ↑  (EN) Jeff Philip, EPA Approves Pollution Limits for Snake River-Hells Canyon, su wwdmag.com, Agenzia statunitense per la protezione dell'ambiente, 13 settembre 2004. URL consultato il 17 marzo 2021.